# Пінакотека замку Сфорца
Пінакотека замку Сфорца (італ. Pinacoteca del Castello Sforzesco) — картинна галерея в Мілані, що є часткою комплексу музеїв в замку Сфорца.

## Історія і комплектування колекції

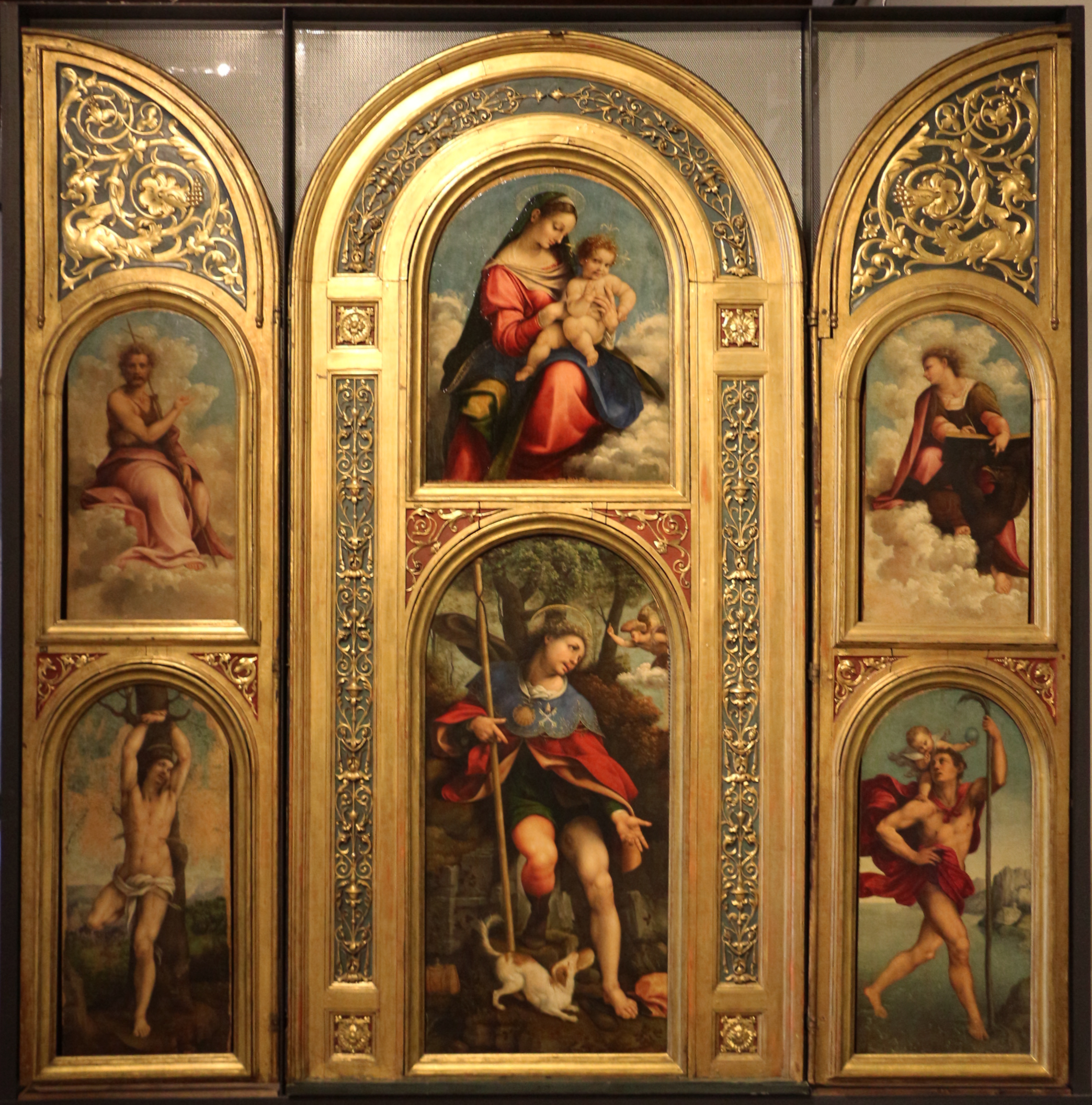
Чезаре да Сесто. «Вівтар св. Рокко», 1523 р., полиптих

На початку 1863 року забезпечена родина передала в подарунок керівництву міста Мілан мистецьку збірку. Ця збірка і стала початком формування пінакотеки. Мілан мав невелику збірку картин в музеї та бібліотеці Амброзіана. Це не тільки бібліотека, а справжній культурний осередок міста. Про це подбав ще засновник бібліотеки - Федеріко Борромео, що окрім рукописів і видань передав сюди свою збірку картин і скульптур, заснувавши Пінакотеку. На базі бібліотеки створили також Амброзіанську художню академію і школу по вивченню мов.
В місті вже існувала пінакотека Брера (картинна галерея) при художній академії Брера. В місті вже почала формуватись також художньо вартісна  приватна колекція родини Польді-Пеццолі, котра пізніше стане частиною (філією) пінакотеки Брера. Приватна збірка, що була подарована місту, не могла стати частиною ні художньої академії, ні тим паче переданою до приватної збірки Польді-Пеццолі. Народилась думка створити в місті окремий доступний музей. Перший публічний музей отримав назву Музей промислового мистецтва і був відкритий для відвідувачів 1878 року. Його частиною і стала подарована приватна збірка. Музейні збірки в розвиненому місті зростали і їх перемістили до замку Сфорца. Реконструкцію старовинної споруди замку провели за проектом архітектора Луки Бельтрамі. Музей у замку Сфорца відкрили для публіки 1900 року, він отримав назву Художньо-археологічний музей. Від 1900 року замок Сфорца і став конгломератом міланських музеїв.

## Пінакотека замку
Вона розташована у північному корпусі замкових споруд, для неї віддали перший поверх. Як і більшість картинних галерей Італії, пінакотека має переважно твори італійських майстрів від 14 до 20 століть. 
На 1878 рік пінакотека мала лише 230 одиниць збереження. На початок 21 століття кількість одиниць збереження збільшена до 1500.

## Франчесо Наполетано (леонардески)

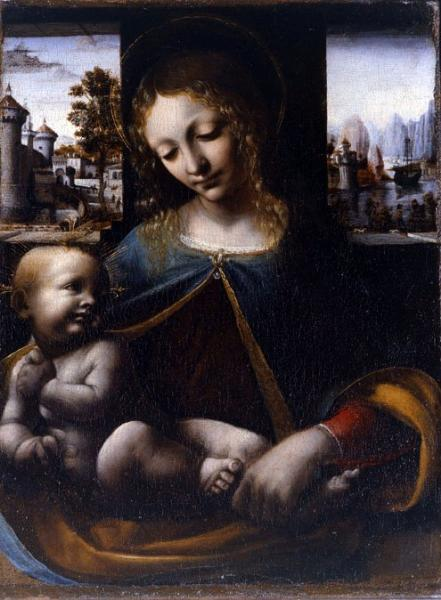
Франческо Наполетано. « Мадонна Лія », бл. 1795 р. Пінакотека замку Сфорца.

Франчесо Наполетано був учнем Леонардо да Вінчі в його міланський період творчості. Справжнє ім'я учня — Франческо Галлі. Він народився у місті Неаполь і прибув у Мілан разом із батьками (?). Відомо, що був одружений і мав двох дітей. Його відносять до перших учнів майстерні Леонардо. Художник рано помер (у 1501 році) і як у більшості померлих від нез'ясованих обставин, його смерть вважають наслідком чуми.
Кількість збережених картин Франчесо Наполетано невелика. Серед збережених — вівтарна картина «Мадонна з немовлям на троні з Іваном Хрестителем та св. Себастьяном», що зберігається у Швейцарії.
Картина «Мадонна Лія» відома з 18 століття. Її ранні роки не відстежені. У 18 столітті картину, котру вважали твором Леонардо, копіювали. Назва твору походить від прізвища володаря (Амедео Лія). В пінакотеку замку Сфорца картина передана у 2007 році. На тлі картини два вікна, в одному з котрих зображена частина мурів замку Сфорца, як вказівка на місто, де її створили. Композиція картини створена за розповсюдженим трафаретом Леонардо. Відомо декілька її варіантів у різних музейних і приватних збірках, серед котрих «Мадонна Літта», «Мадонна з гвоздикою» та інші.

## Тиціан. Портрет дипломата.

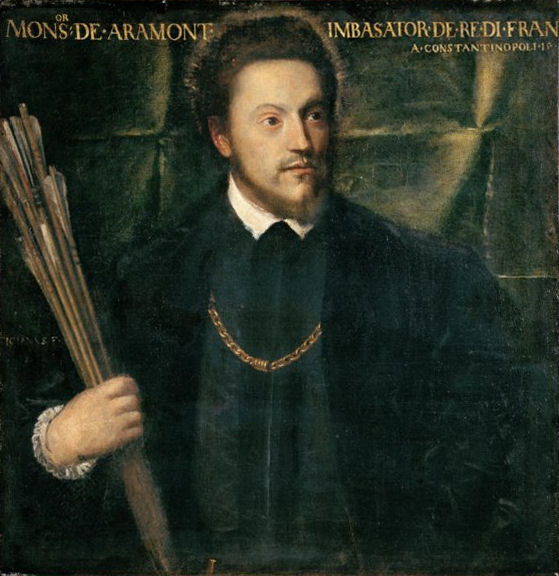
Тиціан. «Портрет дипломата Габріеля де Луе д'Армон».

Барон де Луец служив дипломатом Франції в роки правління короля Франциска І, а потім короля Генріха ІІ. Франція у дипломатії намагалась зменшити впливи Британії та Іспанії, особливо впливу на політику короля Карла V. Союзником у політичному протистоянні французи обрали мусульманську Туреччину, відомого ворога християнських держав, постійну експансію котрих християнські держави десятиліттями стримували об'єднаними зусиллями. Барон де Луец і був дипломатом Франції у столиці тодішньої Туреччини місті Константинополі.
Ймовірно, художник і замовник портрету зустрілись у Венеції. Художник подав його у темному, але коштовному одязі дипломатів того часу з золотим ланцюгом на грудях. В руці барона — жмут стріл, котрі у символічній формі уособлюють протиріччя і гострі стосунки навіть серед християнських держав у Західній Європі. Декотрим дослідникам стріли в руці дипломата нагадували стріли в  руці у святого Себастьяна на фресці роботи Мікеланджело Буонарроті в Сикстинській каплиці як натяк на болісне покарання. Фреска викликала захоплення Тиціана під час його відвідин папського Риму. Про зображеного на портреті розповідав і довгий напис зверху.

## Музейна колекція старовинних медалей

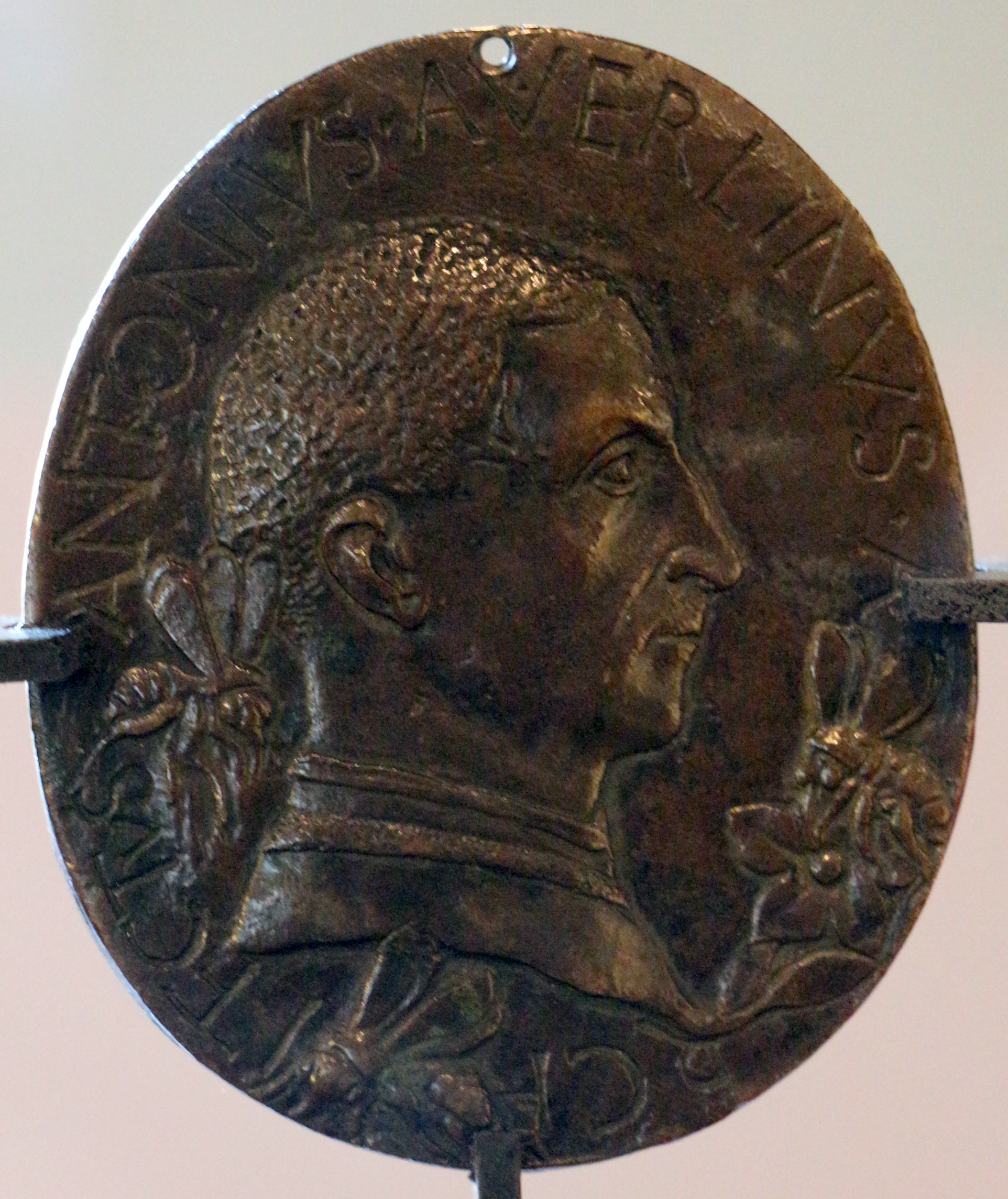
Теоретик і архітектор Філарете. «Автопортрет», бл. 1460 р., Пінакотека замку Сфорца.

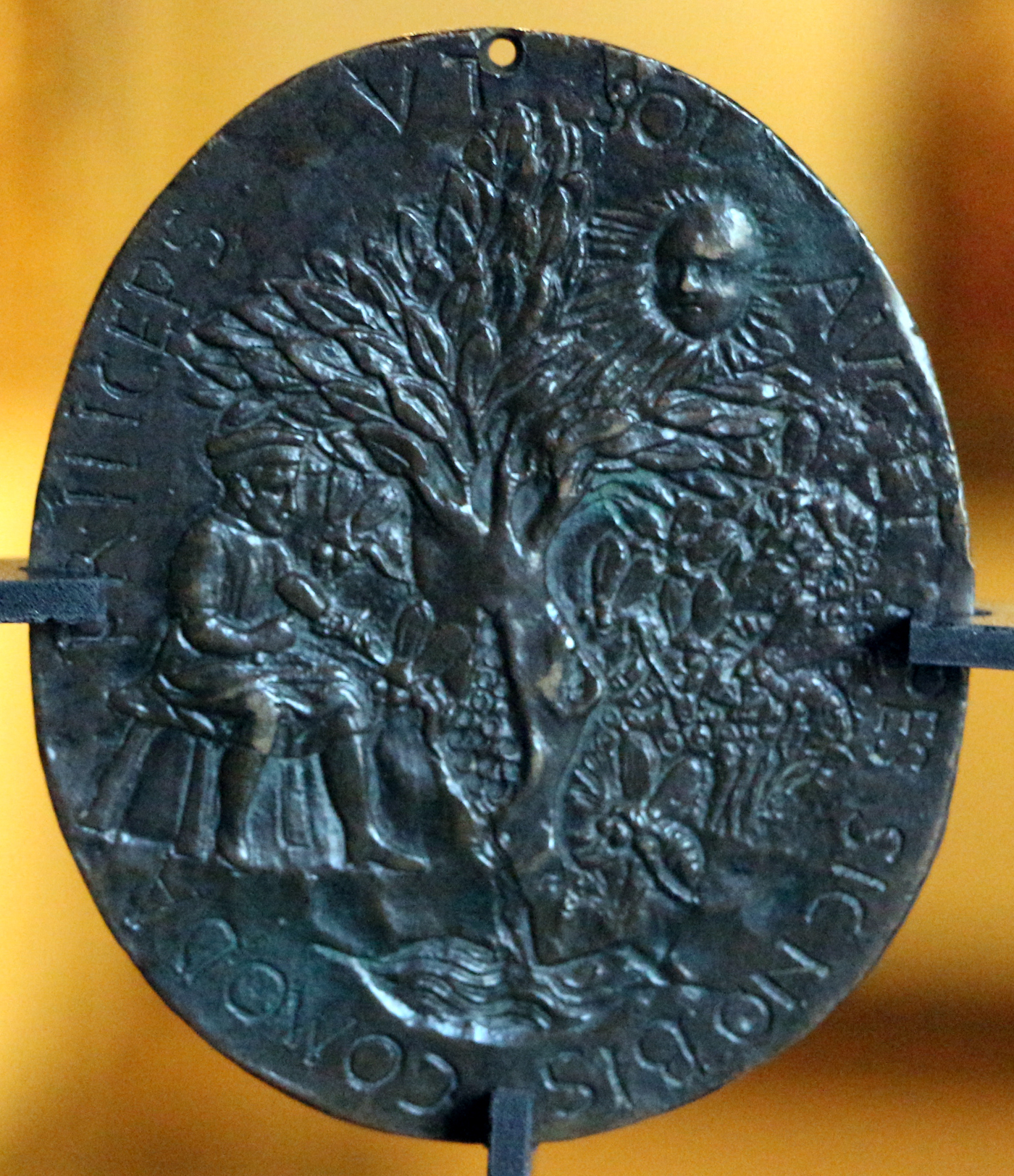
Теоретик і архітектор Філарете. «Автопортрет» (зворотій бік медалі з автопортретом), бл. 1460 р., Пінакотека замку Сфорца.

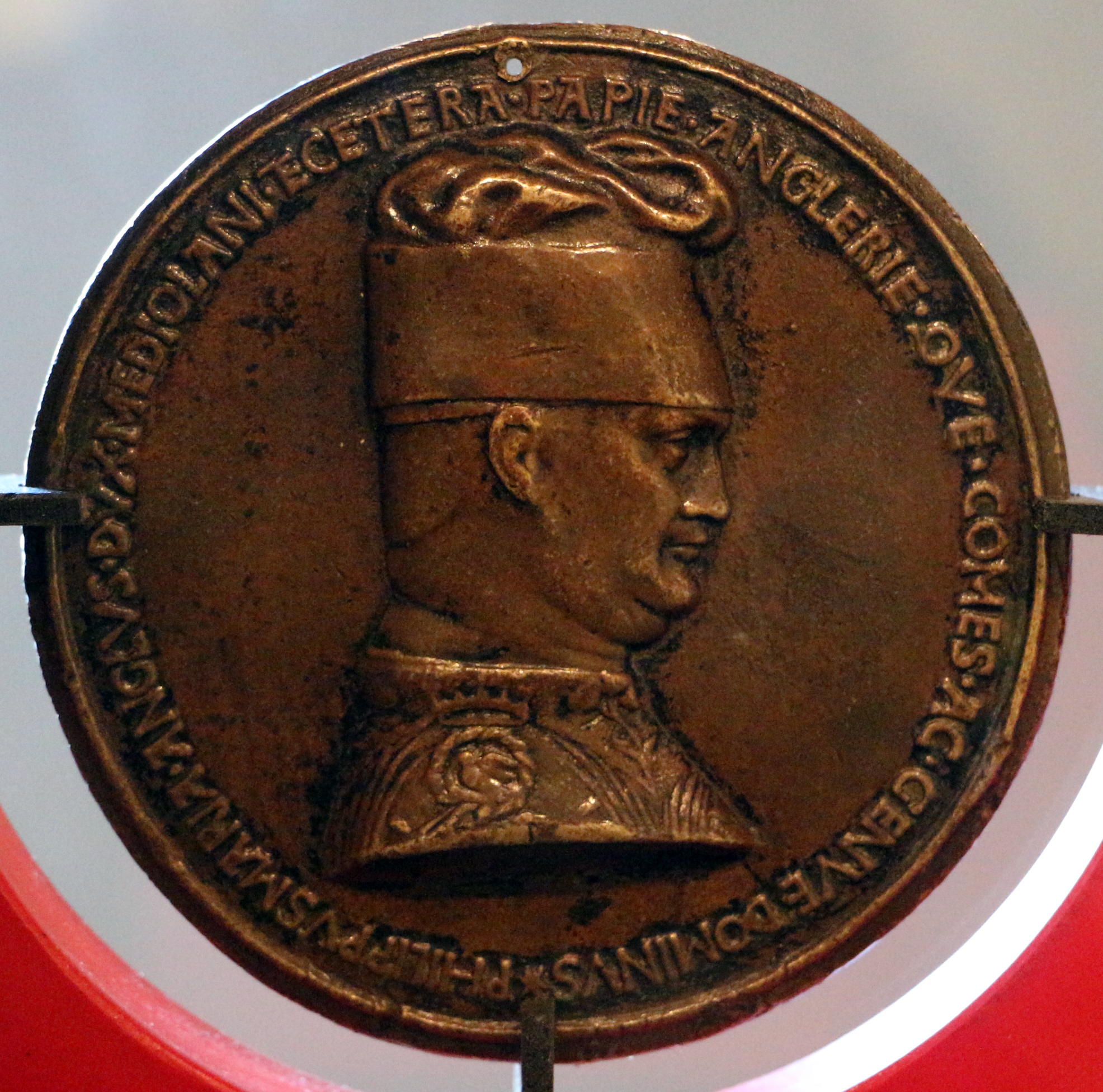
Пізанелло. «Філіппо Марія Вісконті», 1441 р., аверс
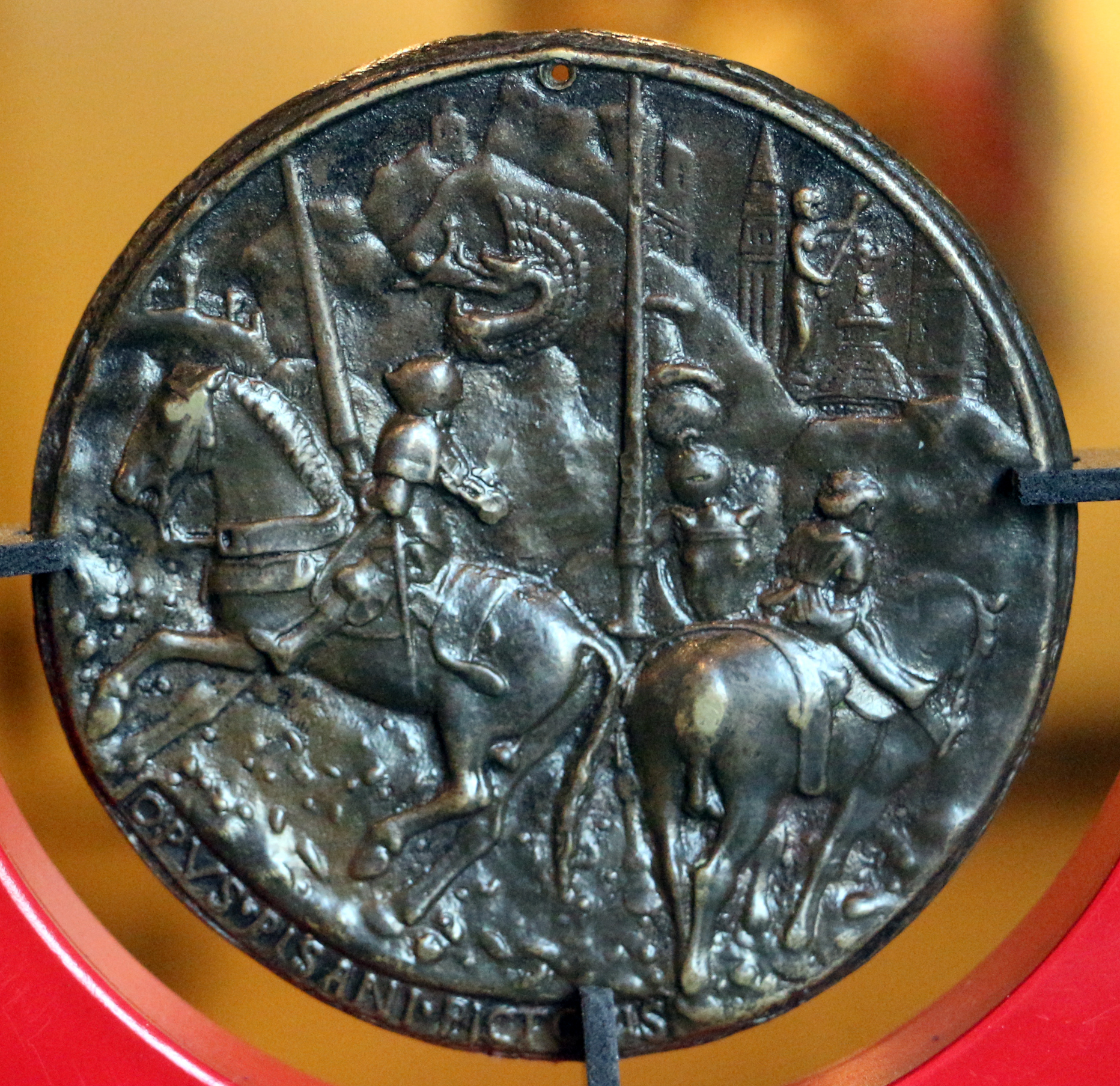
Пізанелло. «Філіппо Марія Вісконті», 1441 р., реверс
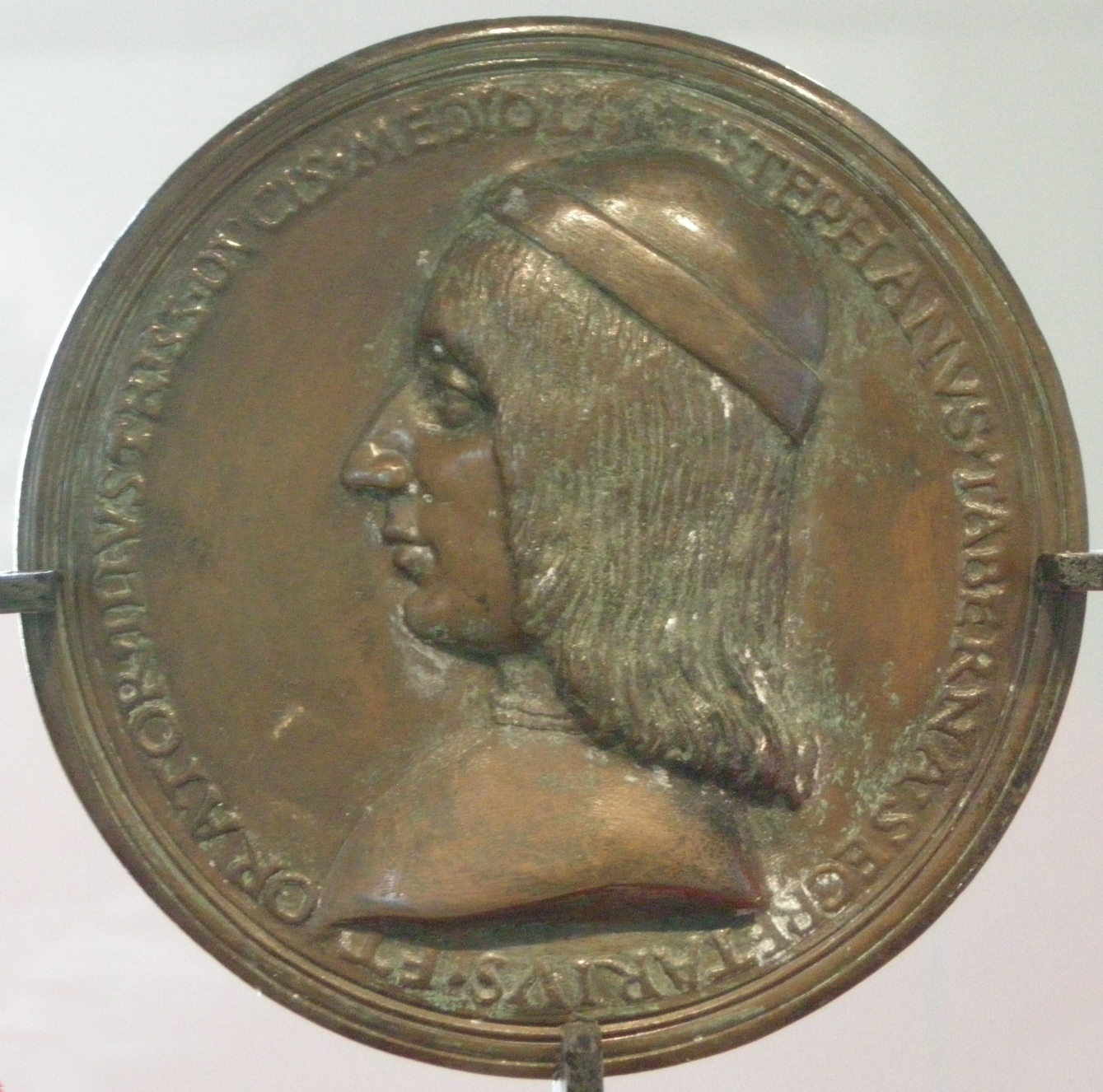
Ніколо ді Форцоре Спінеллі. «Стефано Таверна», секретар князя, до 1497 р., аверс
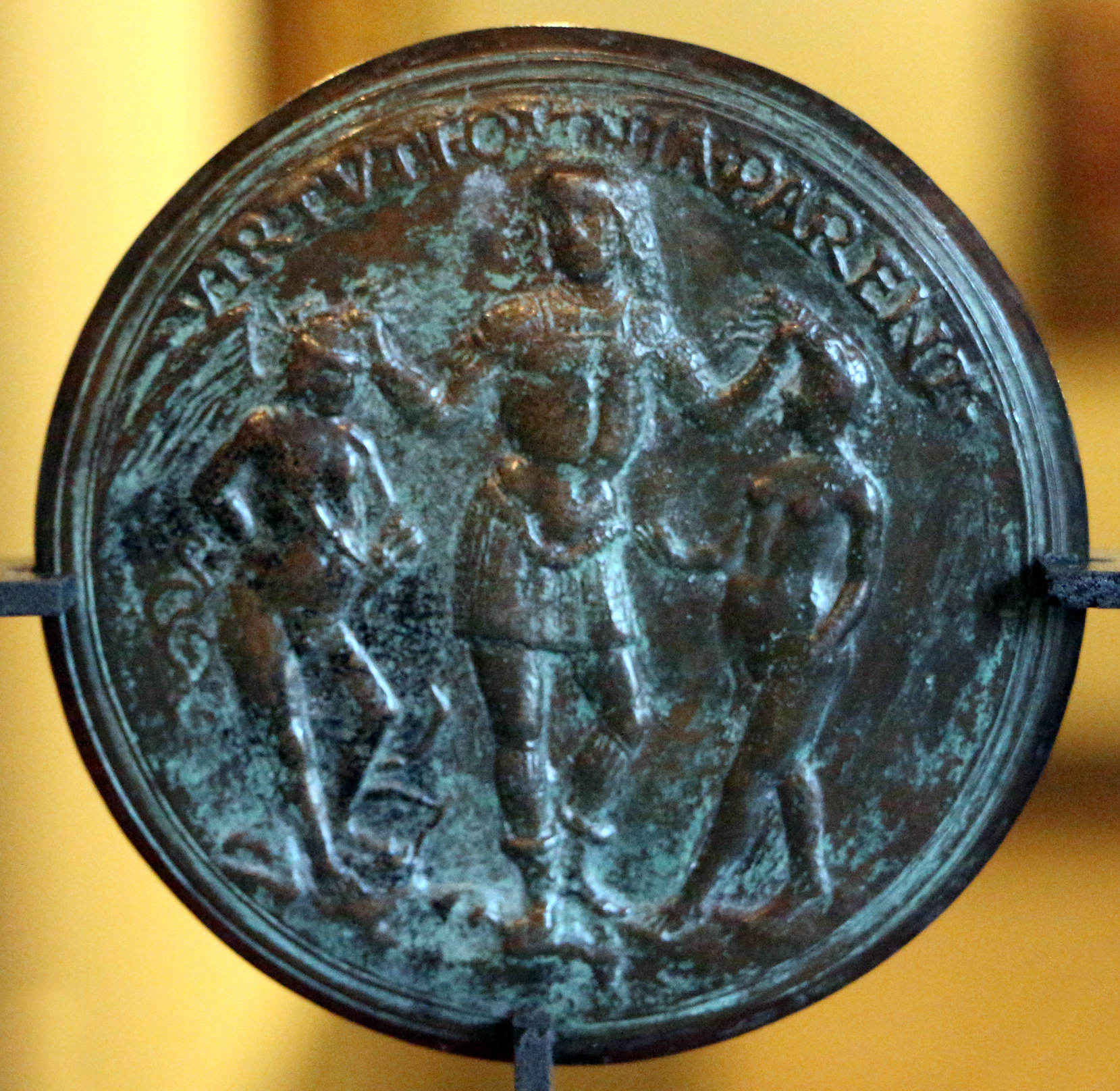
Ніколо ді Форцоре Спінеллі. «Стефано Таверна», секретар князя, до 1497 р., реверс
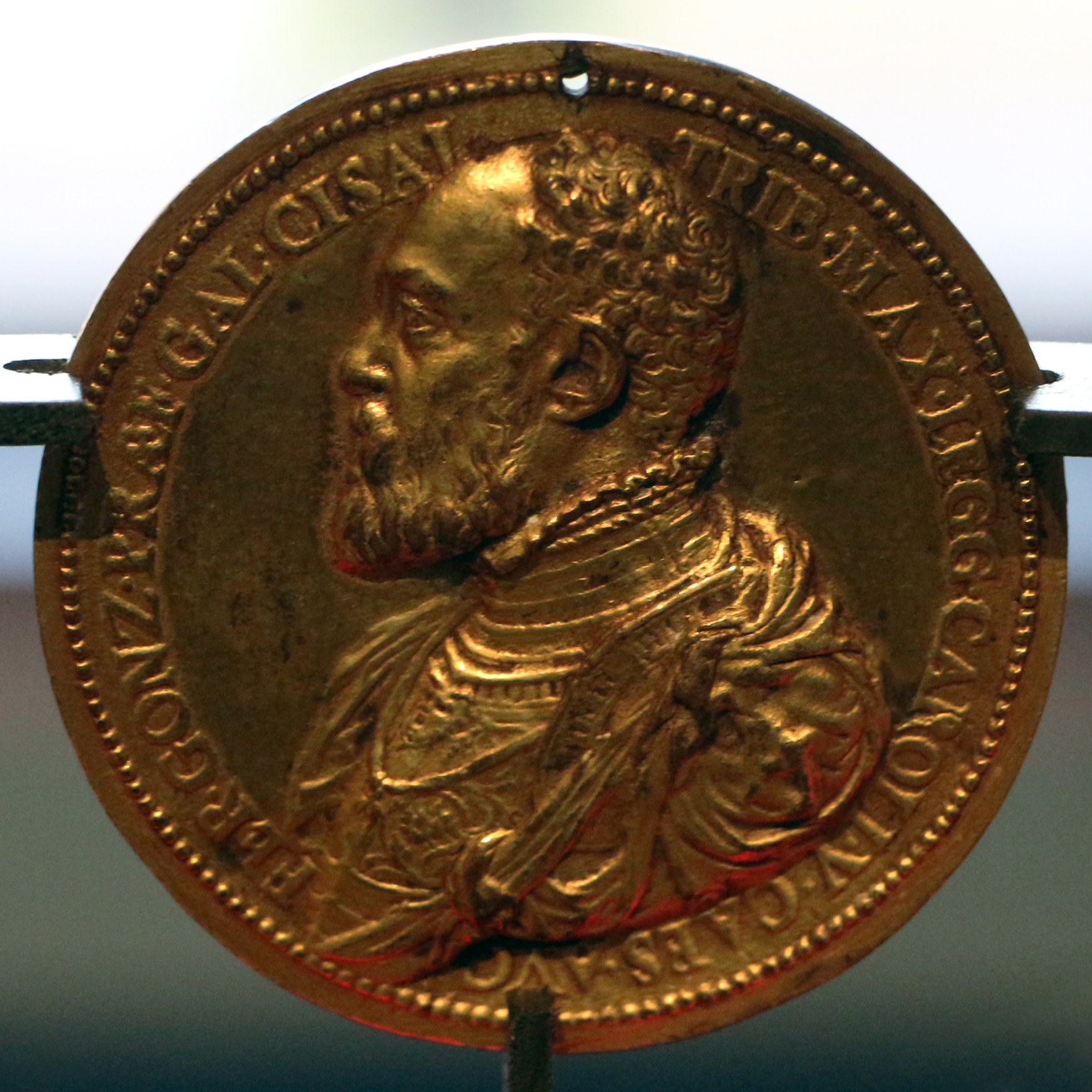
Леоне Леоні. «Ферранте Гонзага ді Гвасталла». 1556 р., аверс
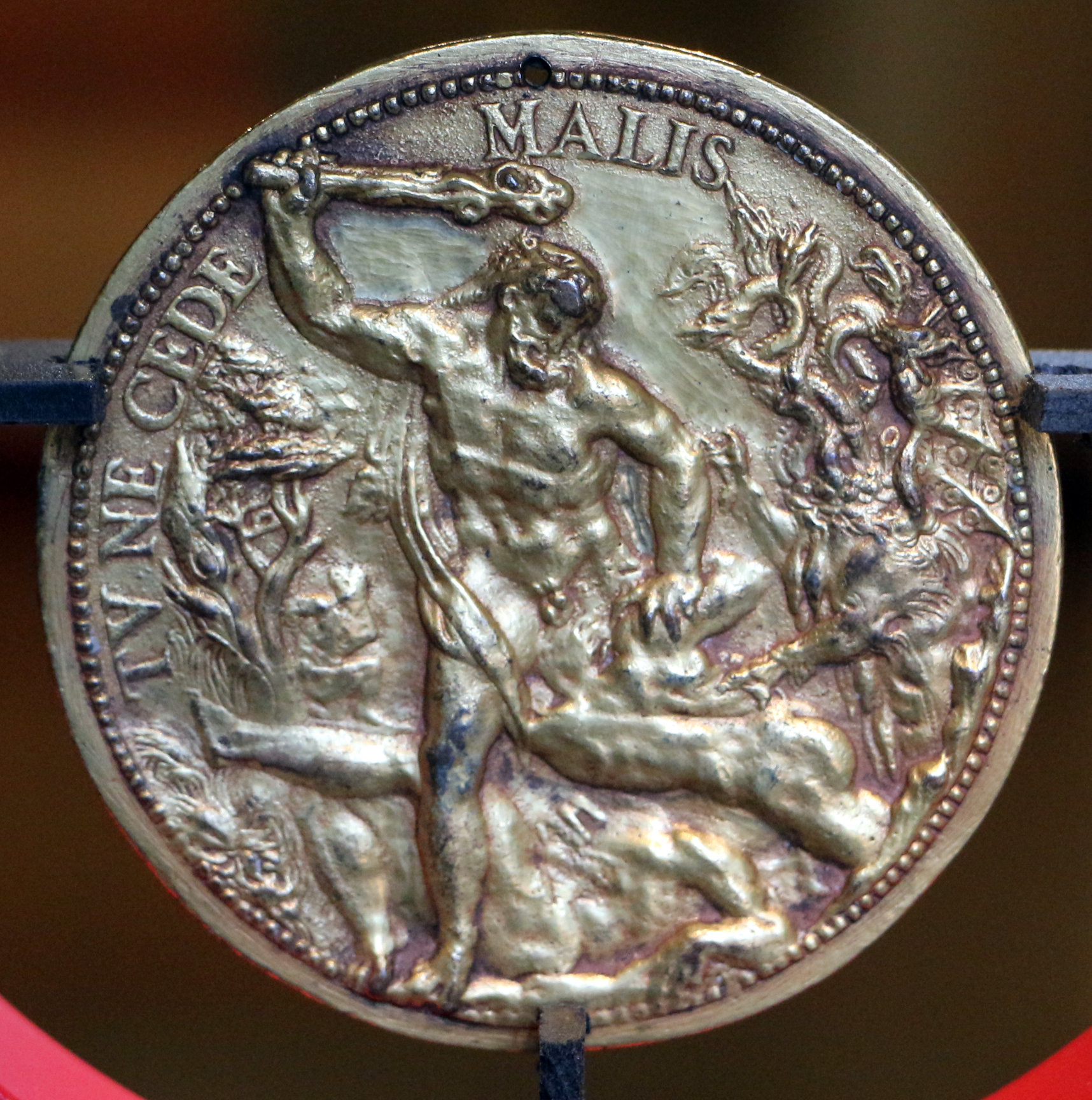
Леоне Леоні. «Ферранте Гонзага ді Гвасталла». 1556 р., реверс із зображенням Геракла
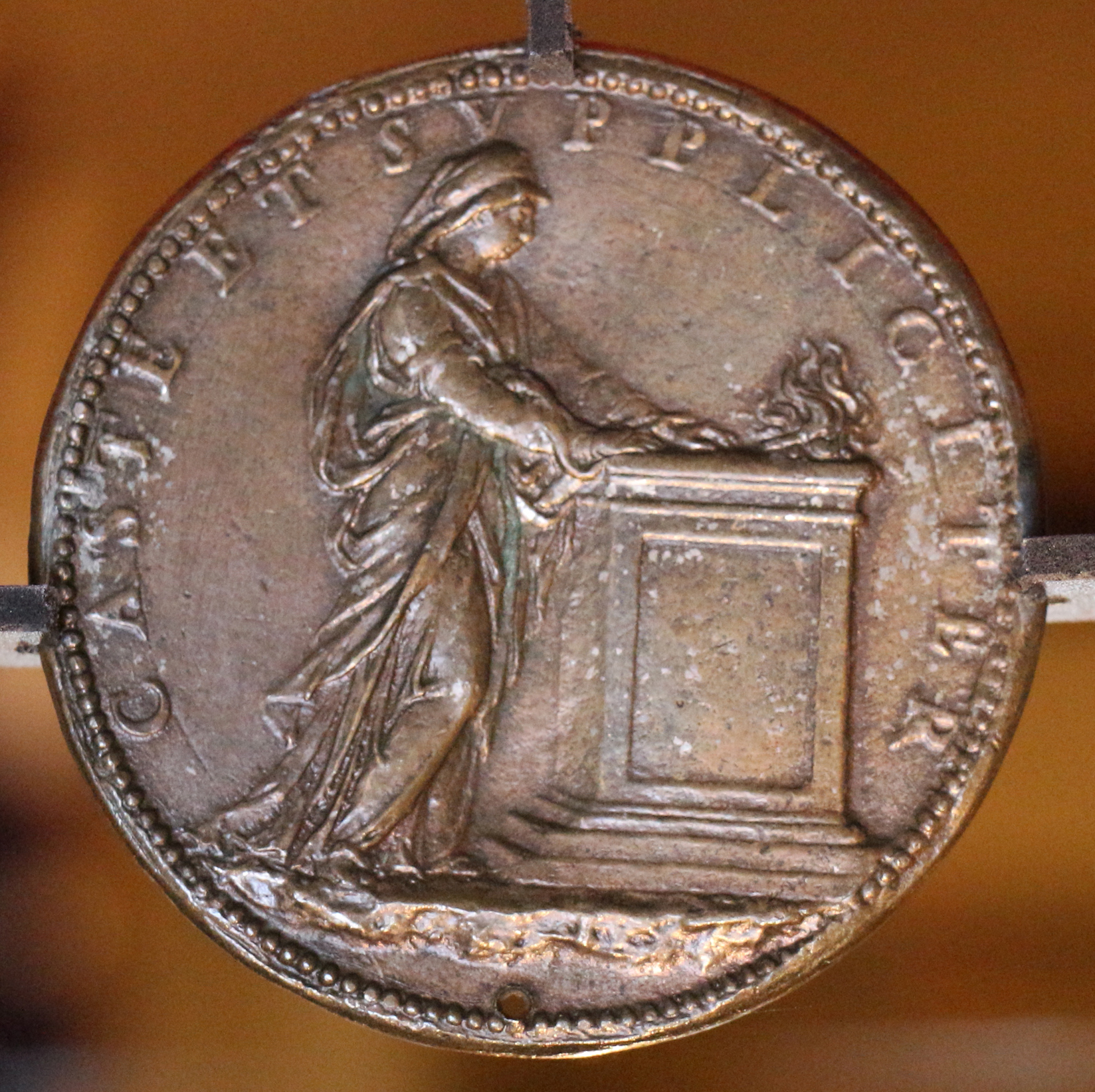
Медальєр Якопо Ніццола да Треццо. «Ізабелла Гонзага», 1552 р., реверс
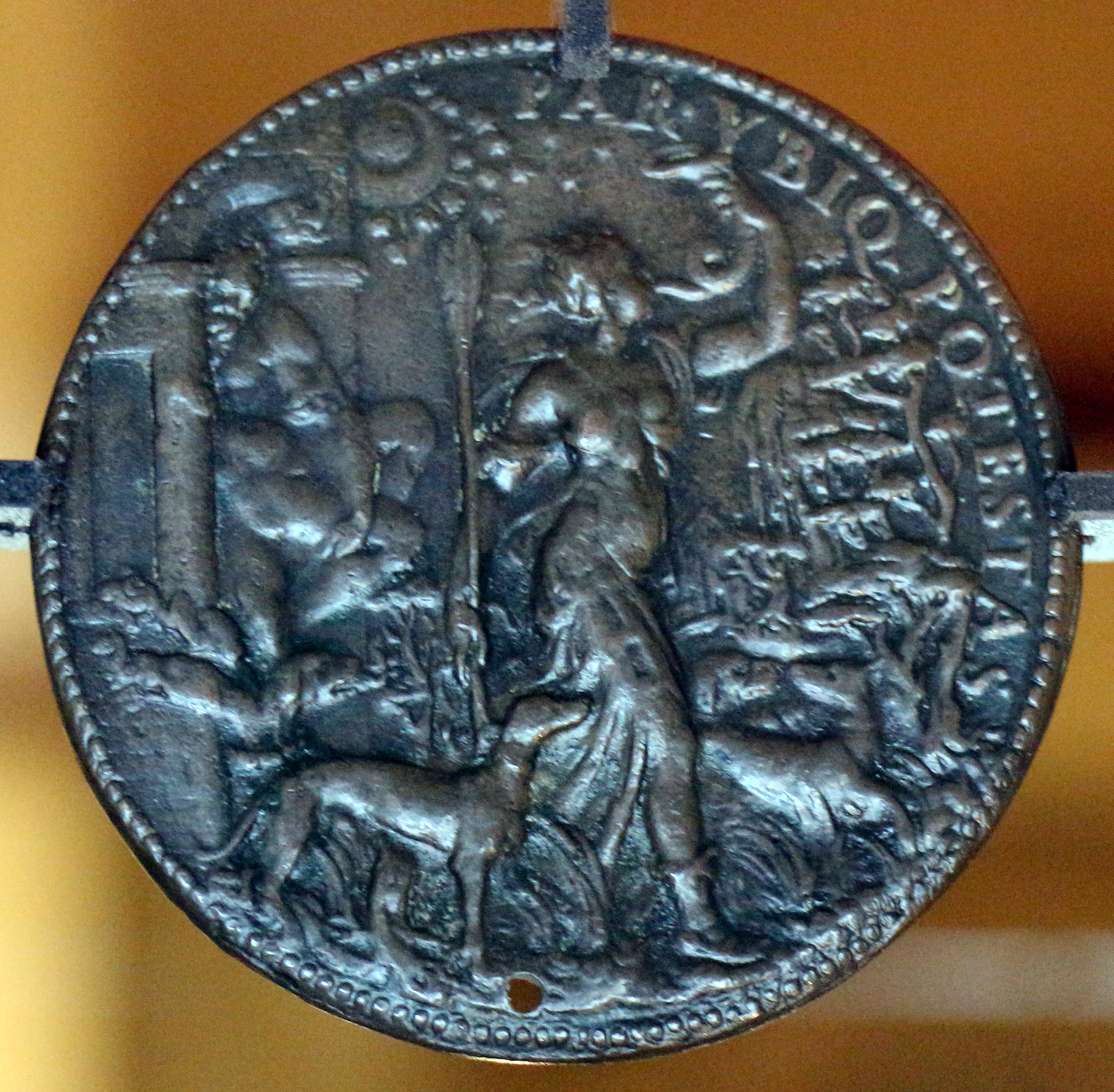
Леоне Леоні. «Іпполіта Гонзага», 1551 р., реверс з Діаною
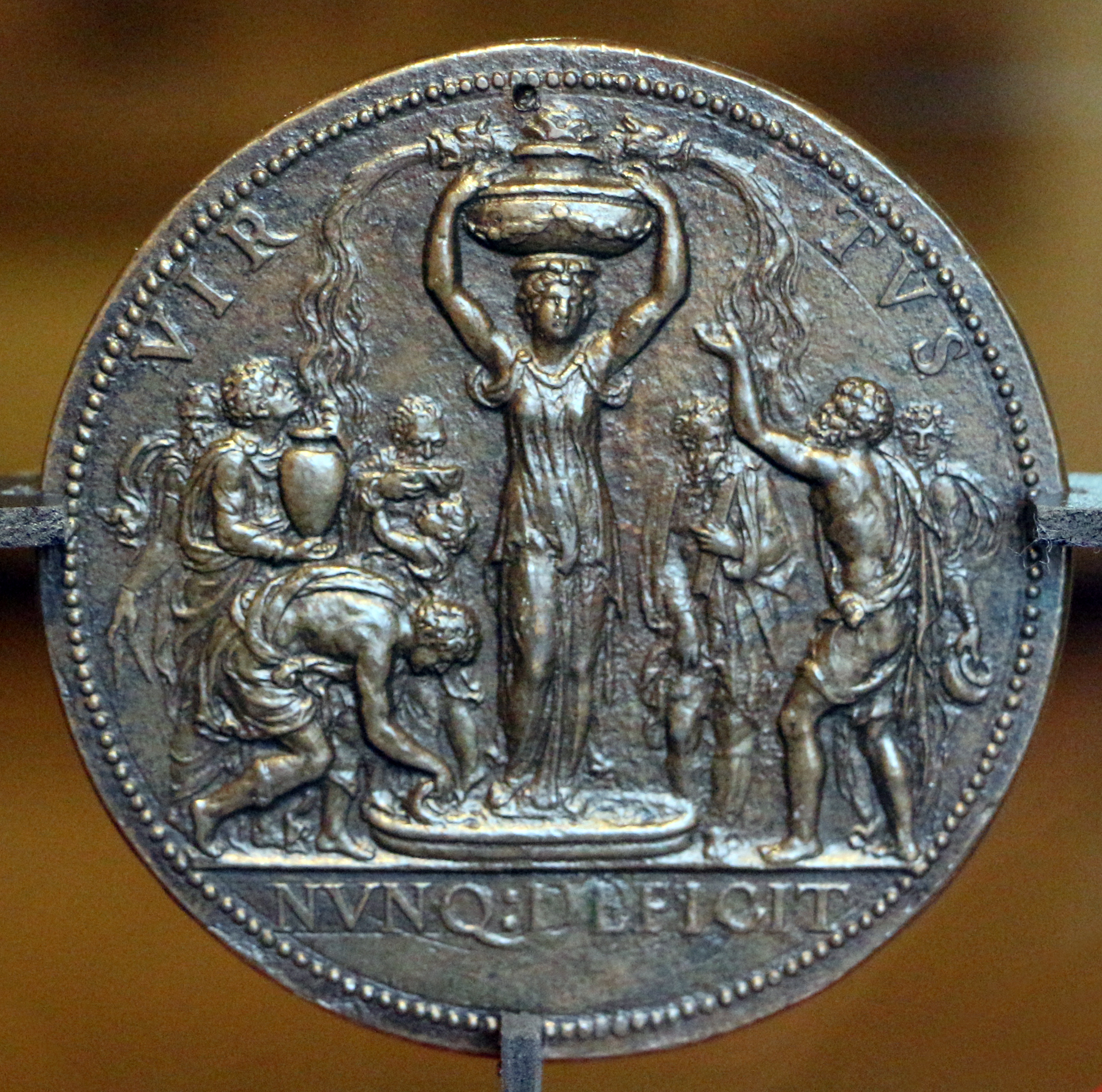
Помпео Леоні. «Франсіско Фернандес де Льєбана», секретар короля Іспанії Філіпа ІІ, 1575 р., реверс

## Обрані експонати (галерея)

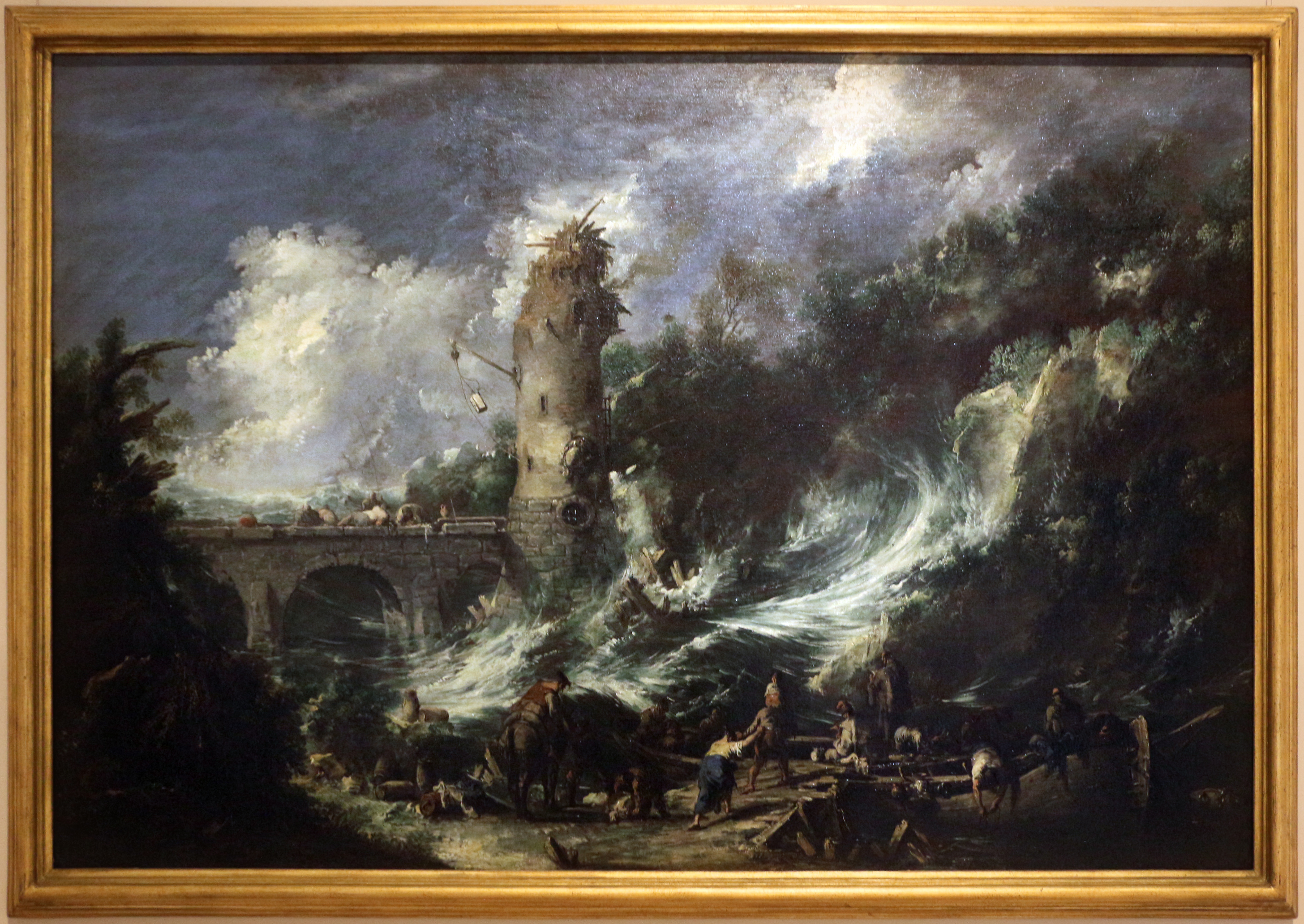
Алессандро Маньяско. «Буря біла мосту і вежі», до 1700 р.

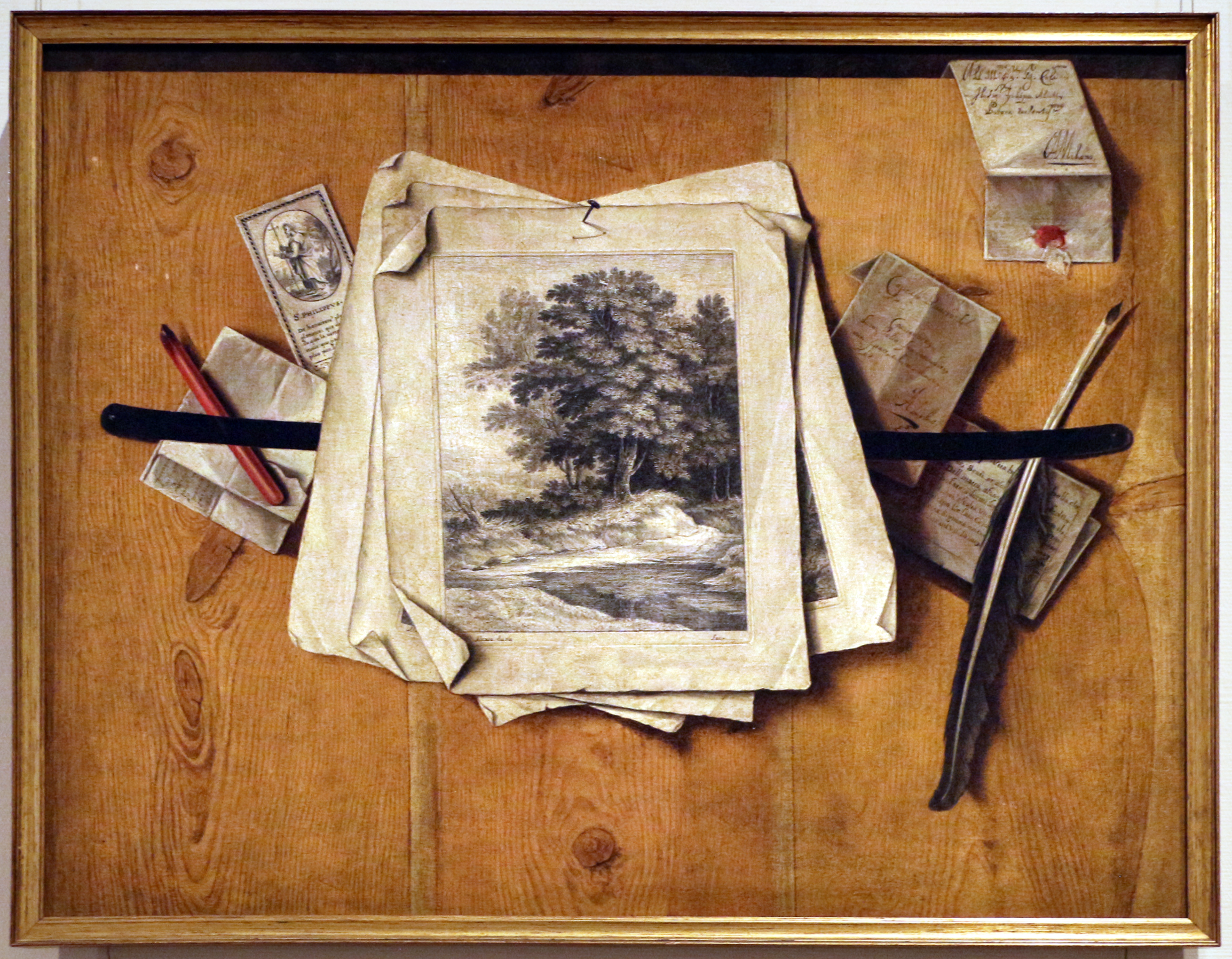
Філіппо Аббіаті. Натюрморт з гравюрами, бл. 1690 р. Пінакотека замку Сфорца

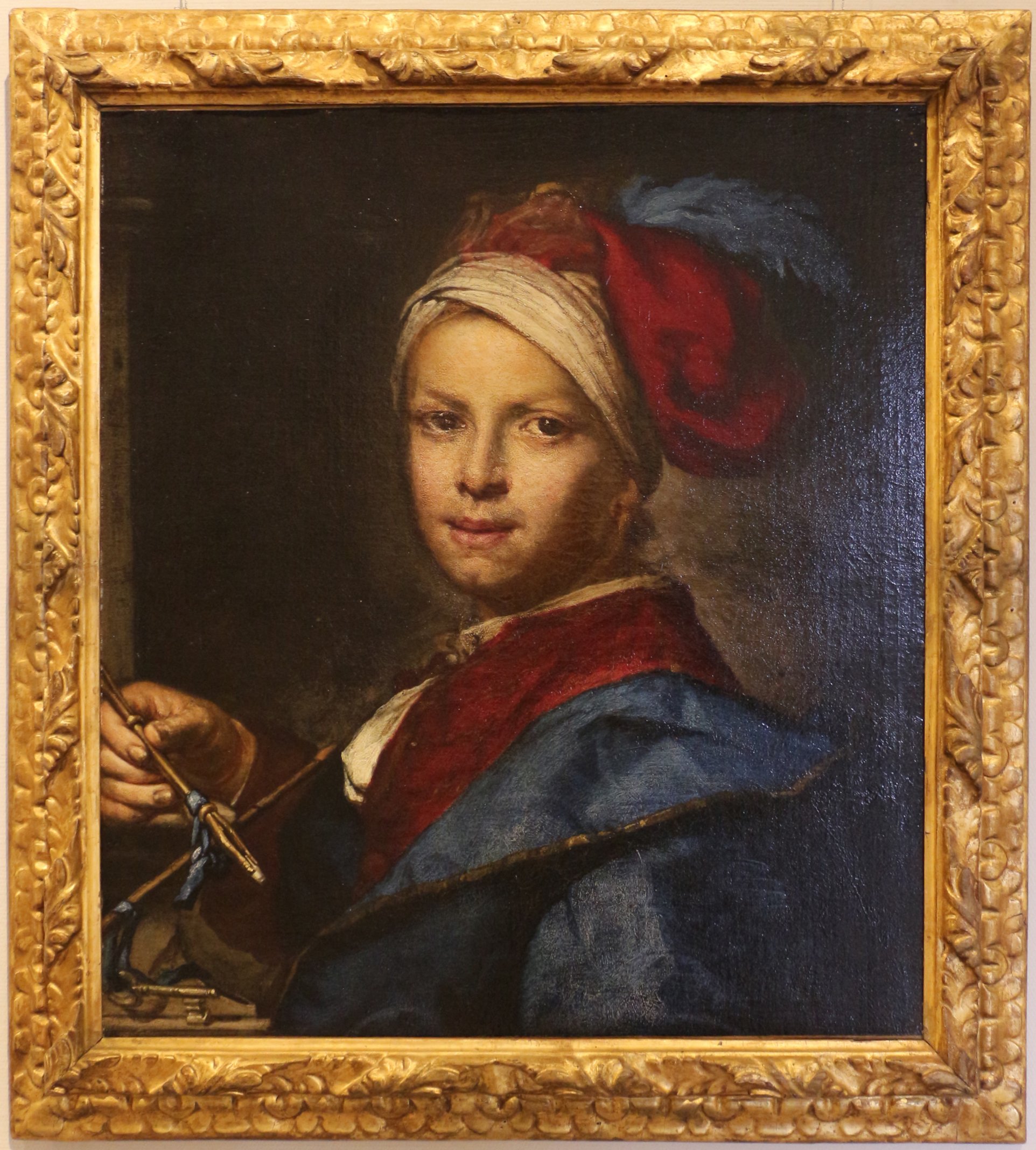
Вітторе Гісланді. «Учень художника», бл. 1730 р.

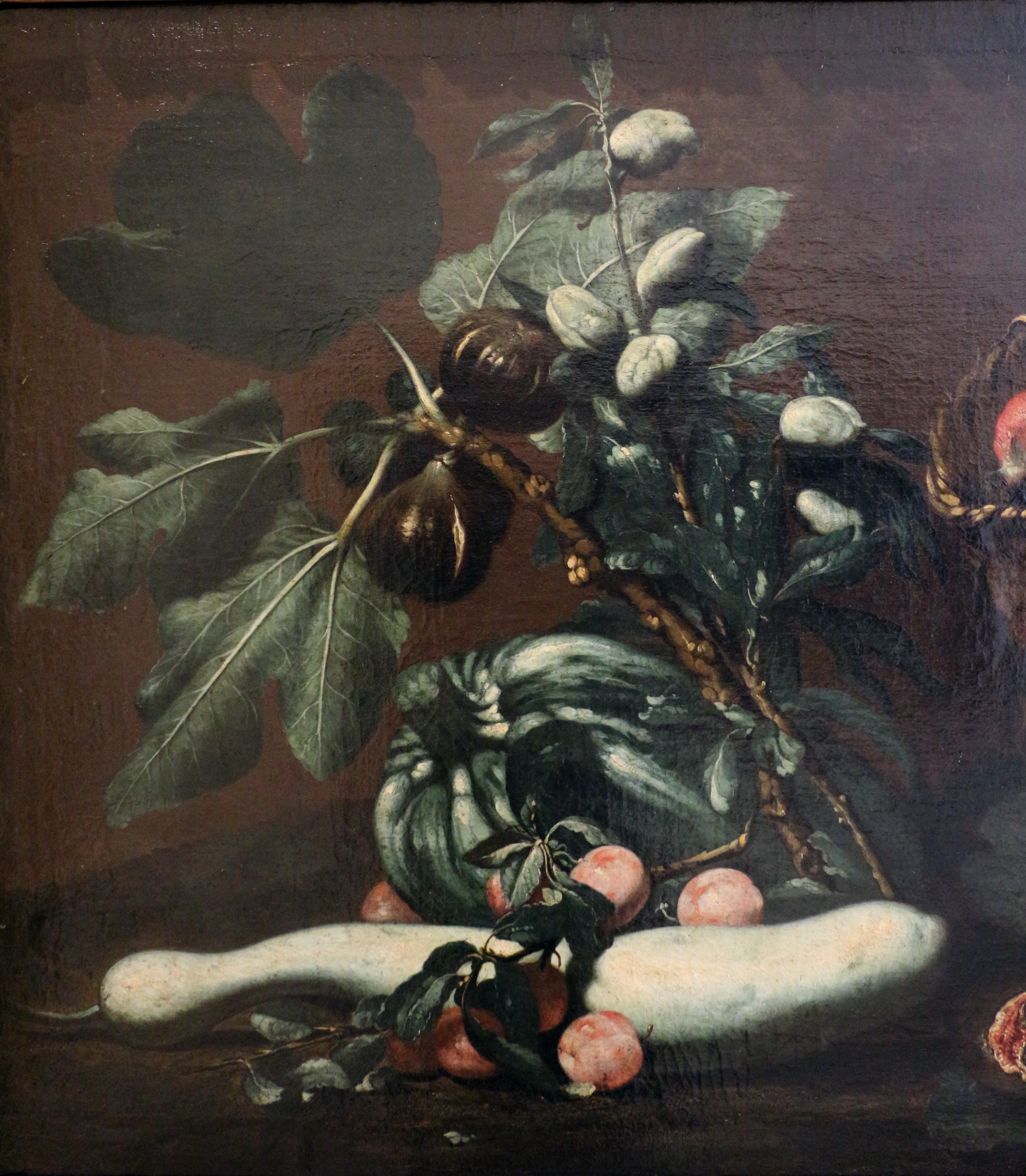
Сімоне дель Тінторе. « Смокви, фрукти і овочі». бл. 1650 р. Пінакотека замку Сфорца

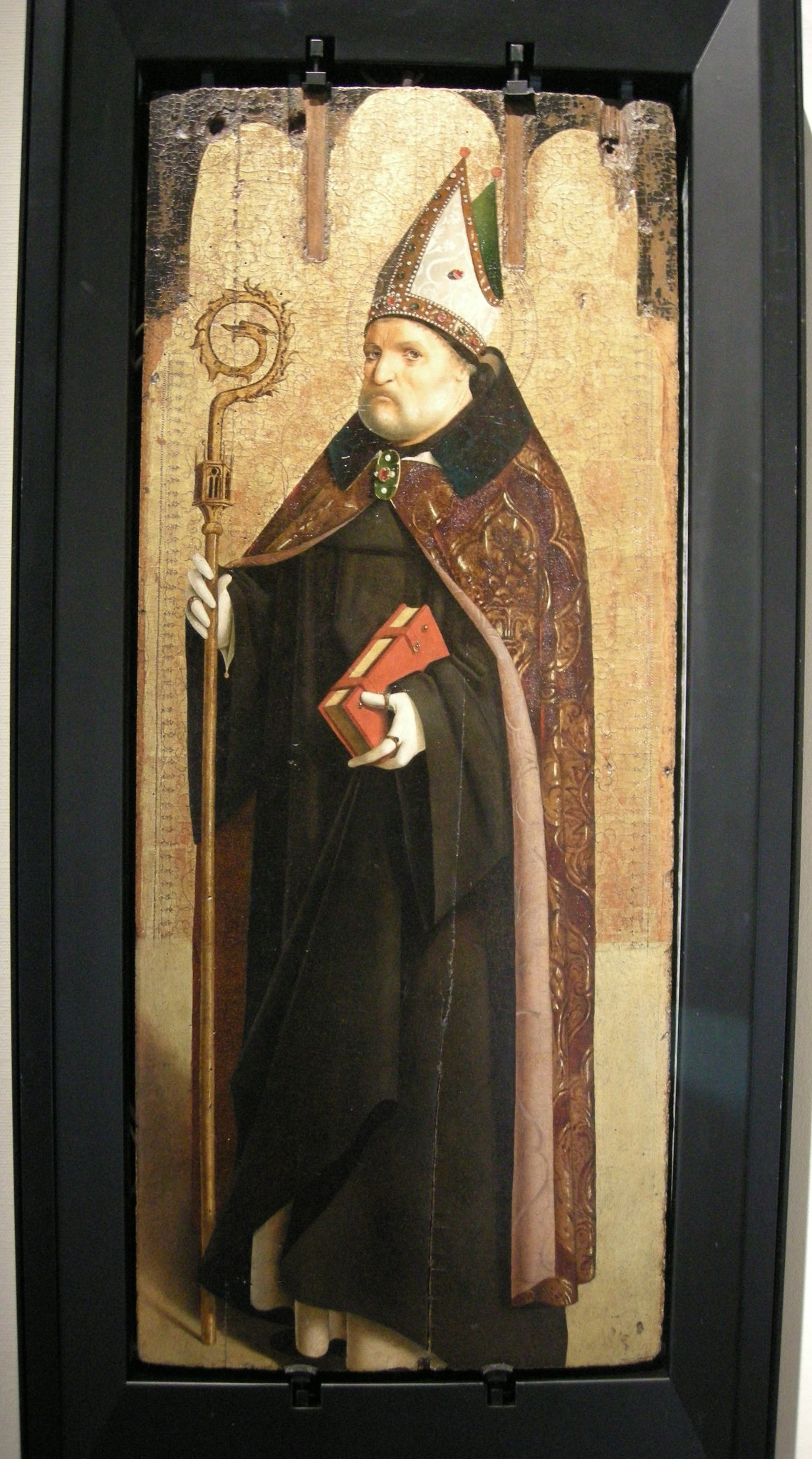
Антонелло да Мессіна. «Св. Бенедикт», бл. 1470 р.
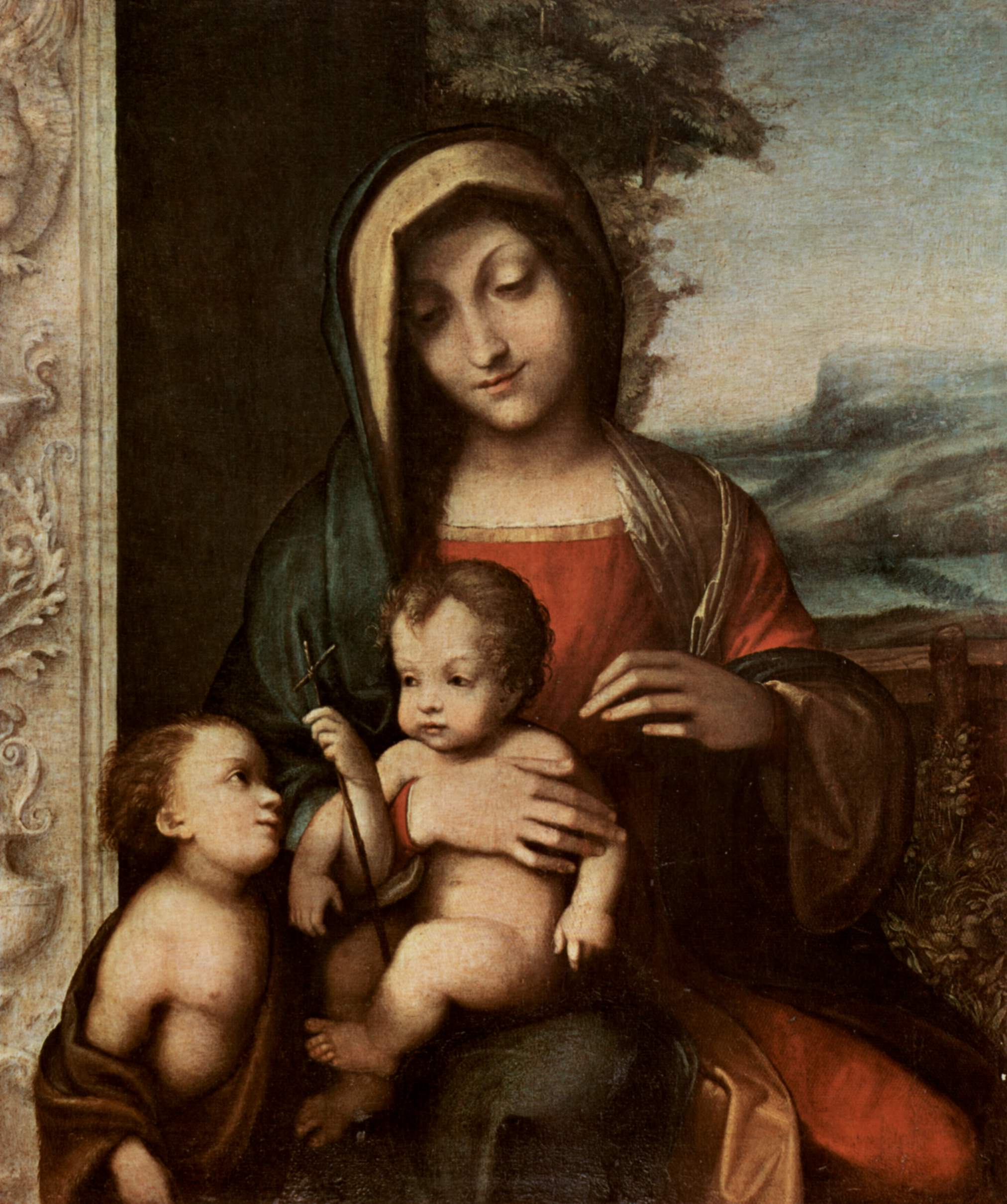
Антоніо Корреджо. «Мадонна Болоньїні», до 1517 р.
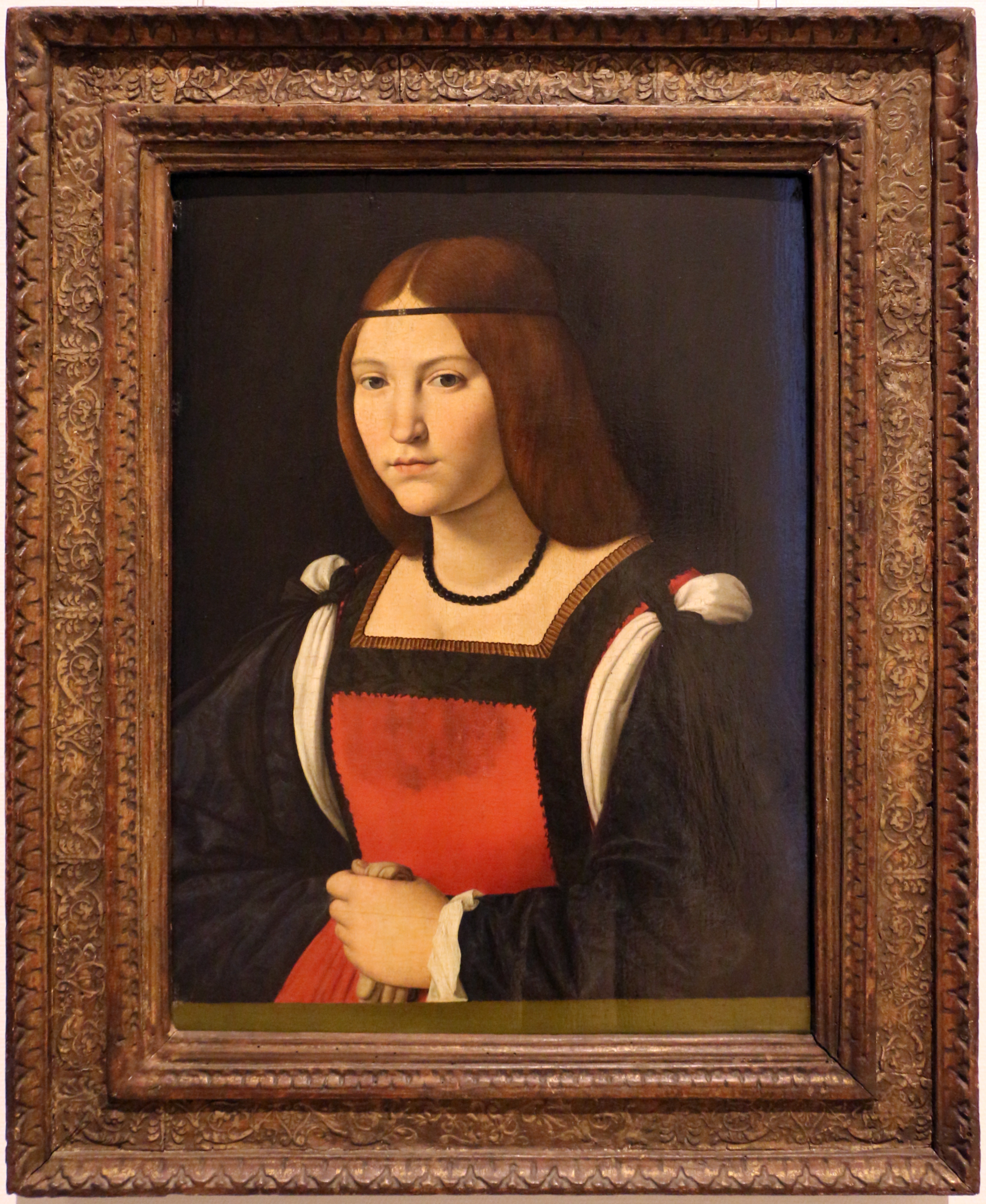
Андреа Соларіо. «Портрет невідомої», до 1507 р.
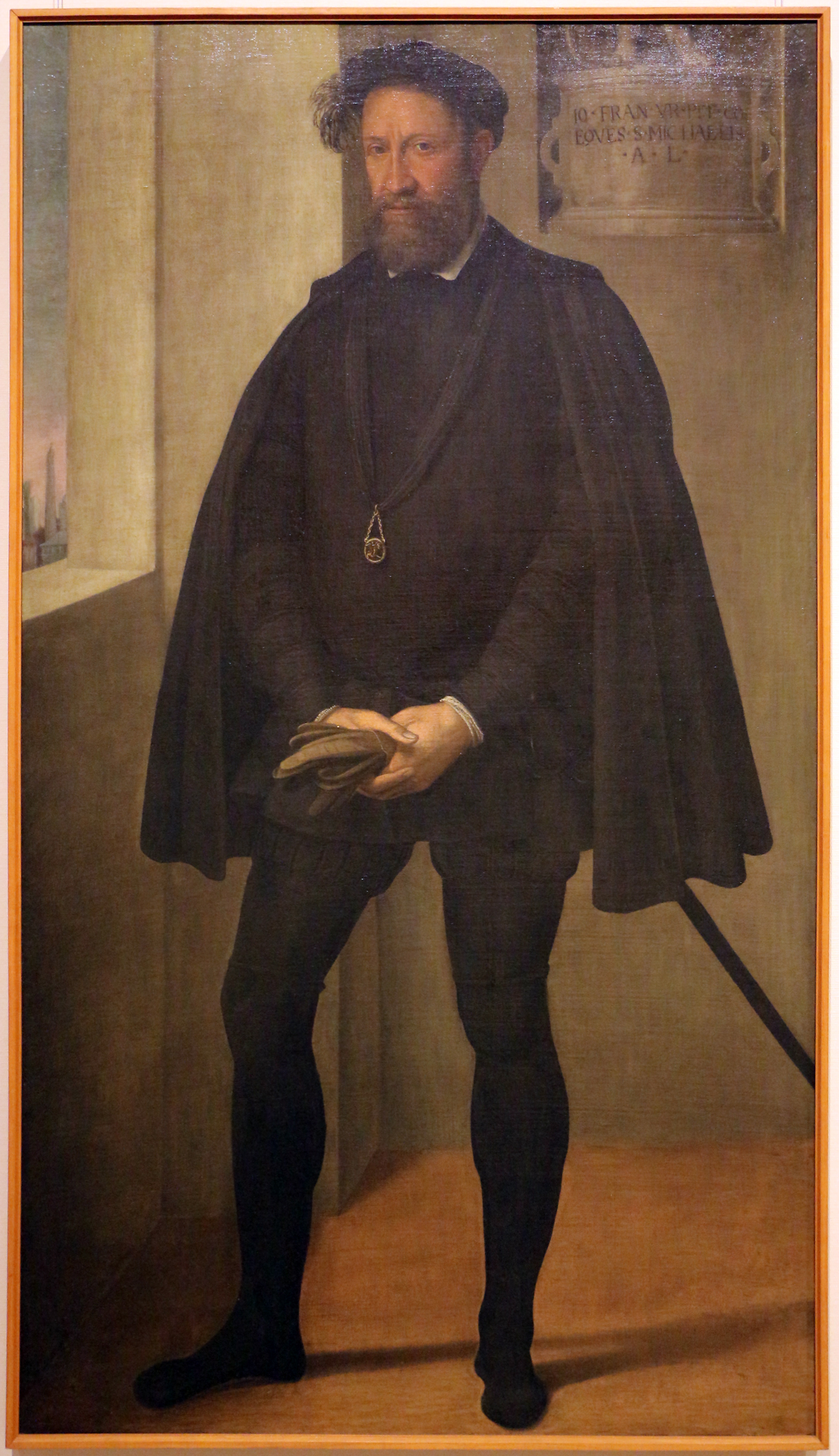
Агостіно Галеацці. «Джованні Франческо Орсіні»
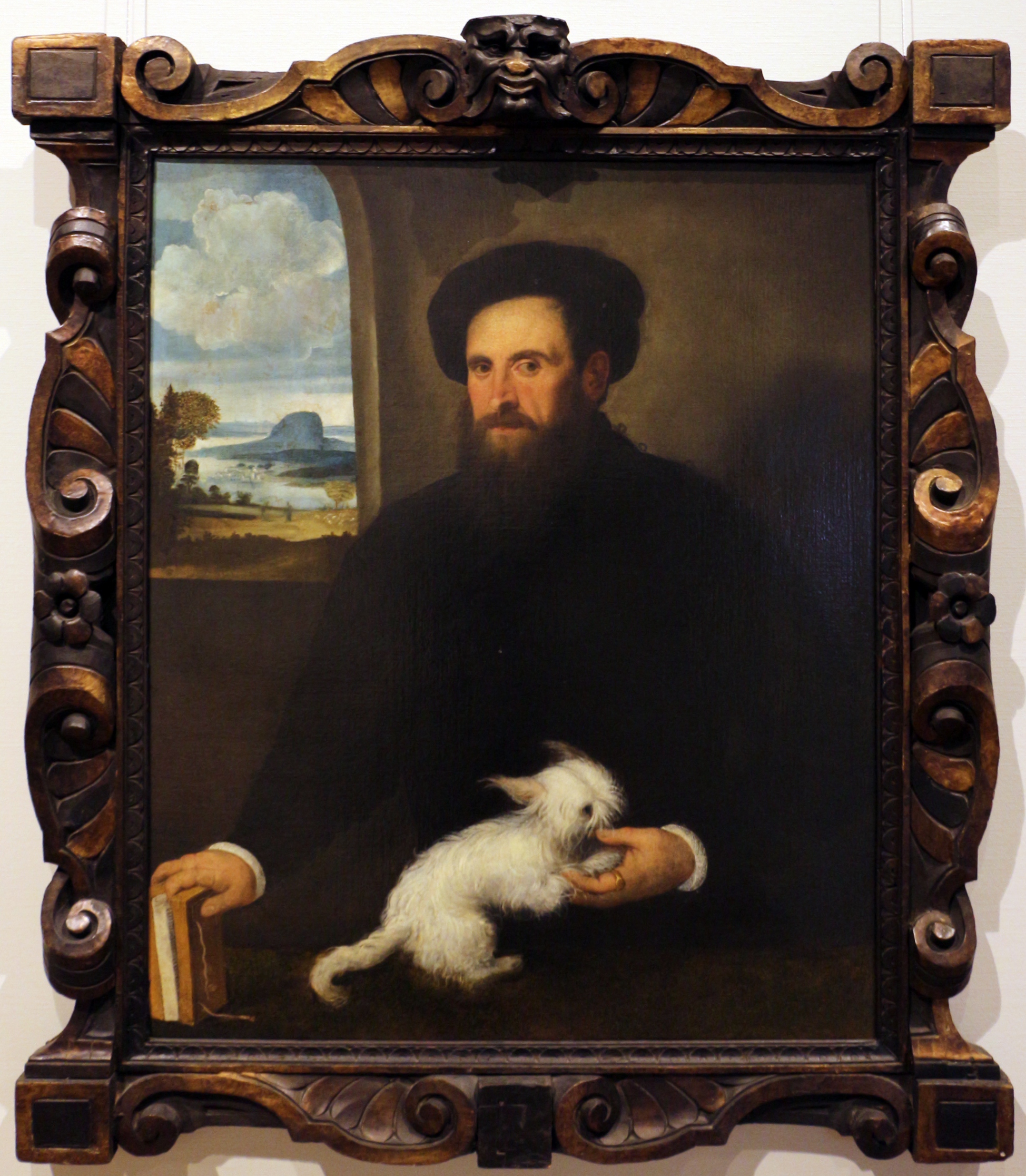
Антоніо Сачченсе. «Невіомий з кімнатною собачкою», 1530 р.
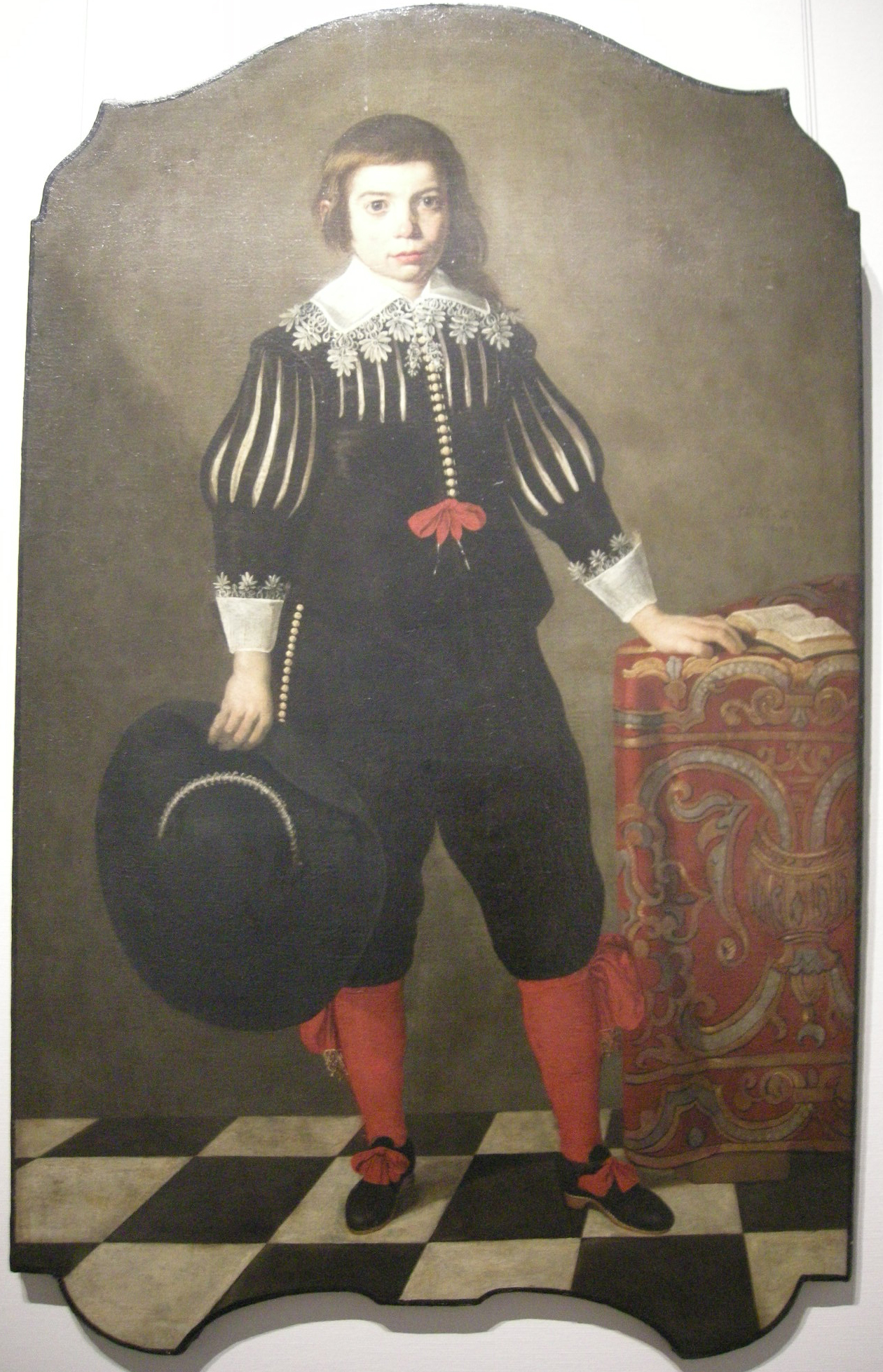
Анонім доби бароко. «Портрет хлопчика з капелюхом в руці», 1633 р.
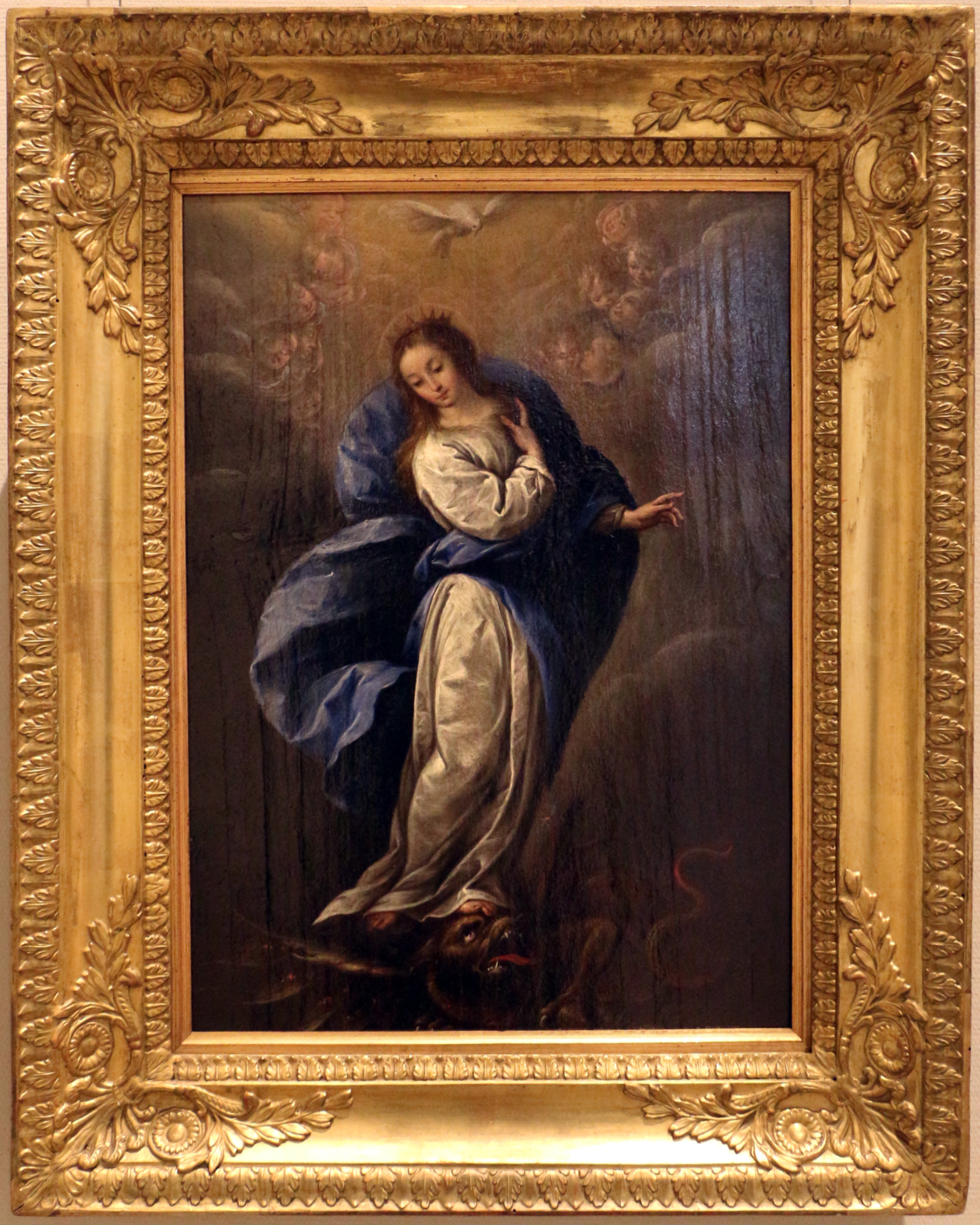
Карло Франческо Нуволоне. «Мадонна непорочного зачаття», до 1640 р.
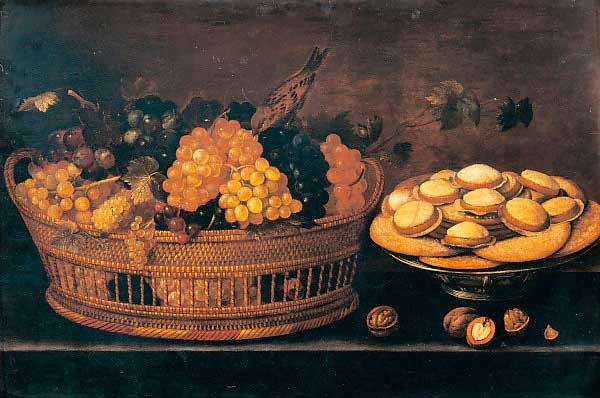
Франческо Кодіно. «Натюрморт з фруктами, горіхами і випічкою», до 1625 р.
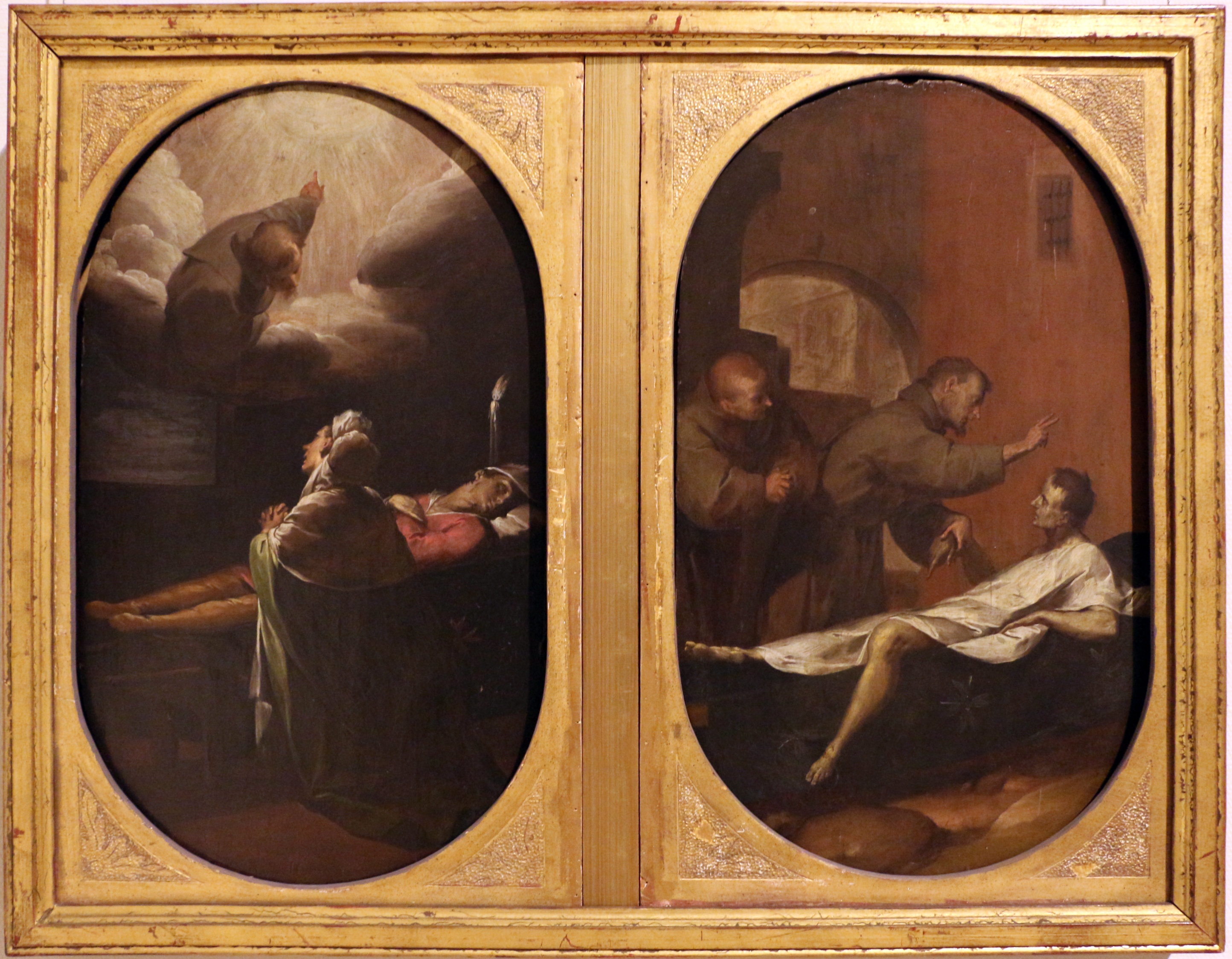
Джованні Баттіста Креспі. «Соборовання помираючих ченцями-францисканцями». до 1620 р.
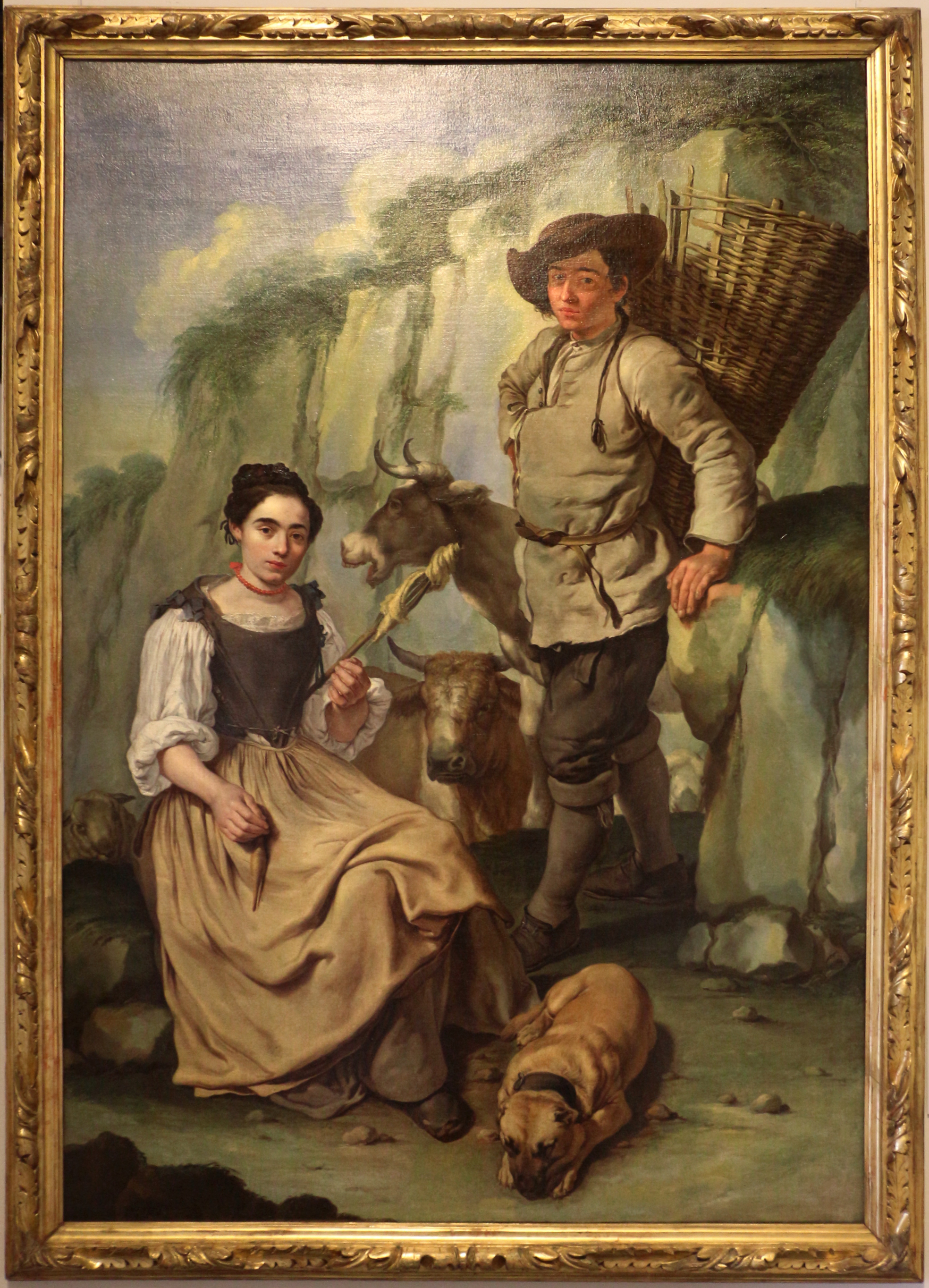
Джакомо Черуті. «Селяни біля скель»
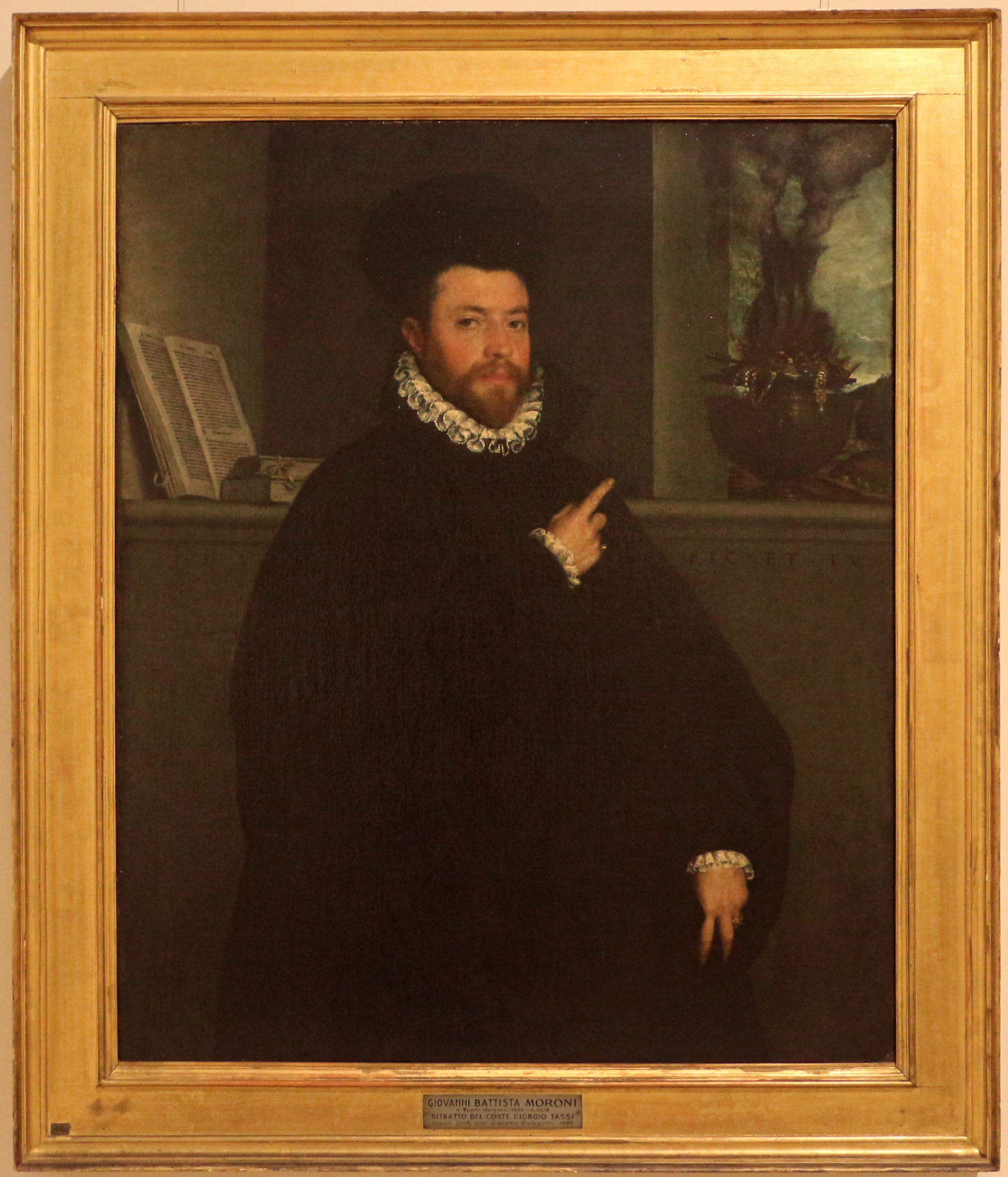
Джованні Баттіста Мороні. «Портрет Джорджо Пассо», 1569 р.
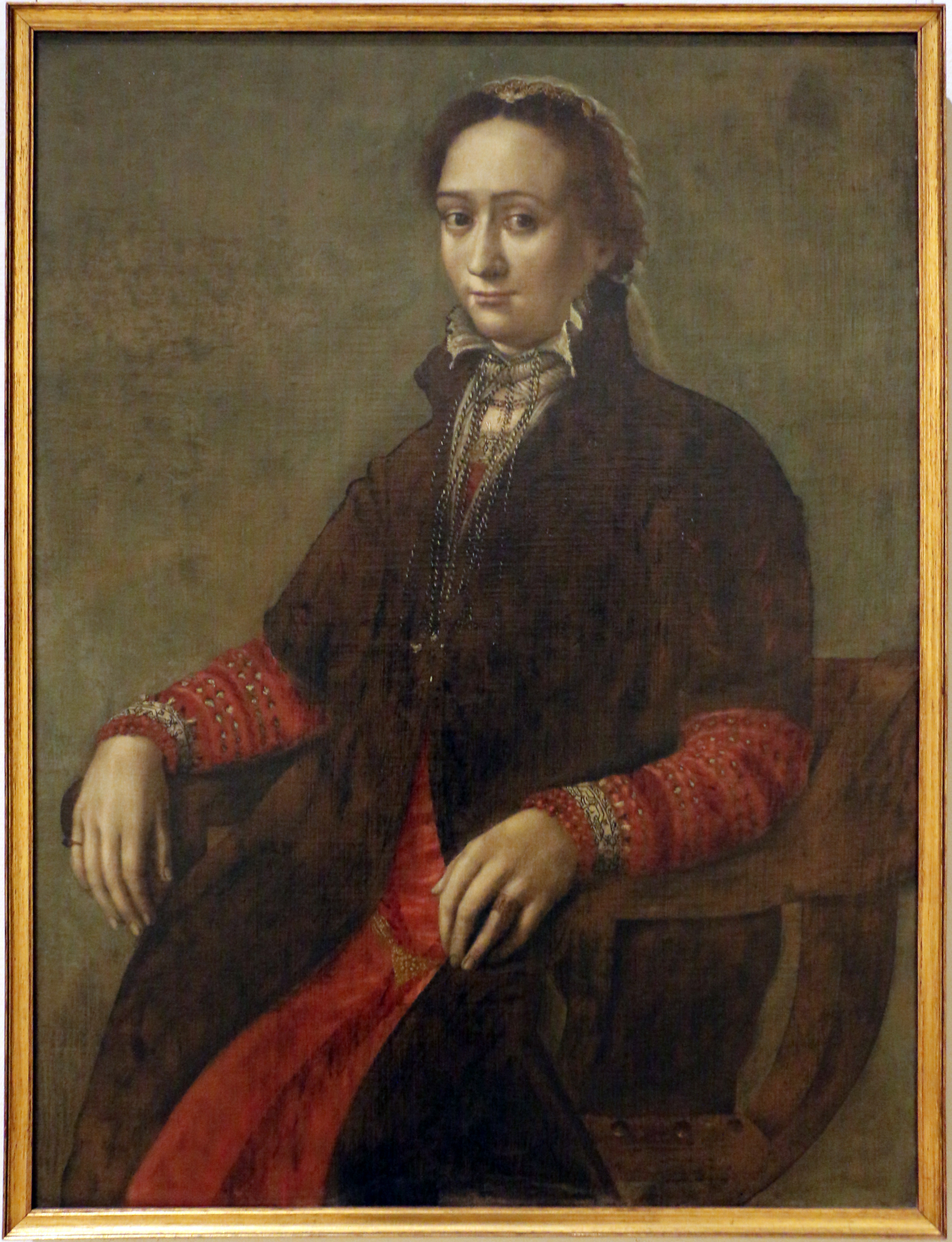
Європа Ангіссола. «Лівія де Ланчі», до 1575 р.

## Див. також

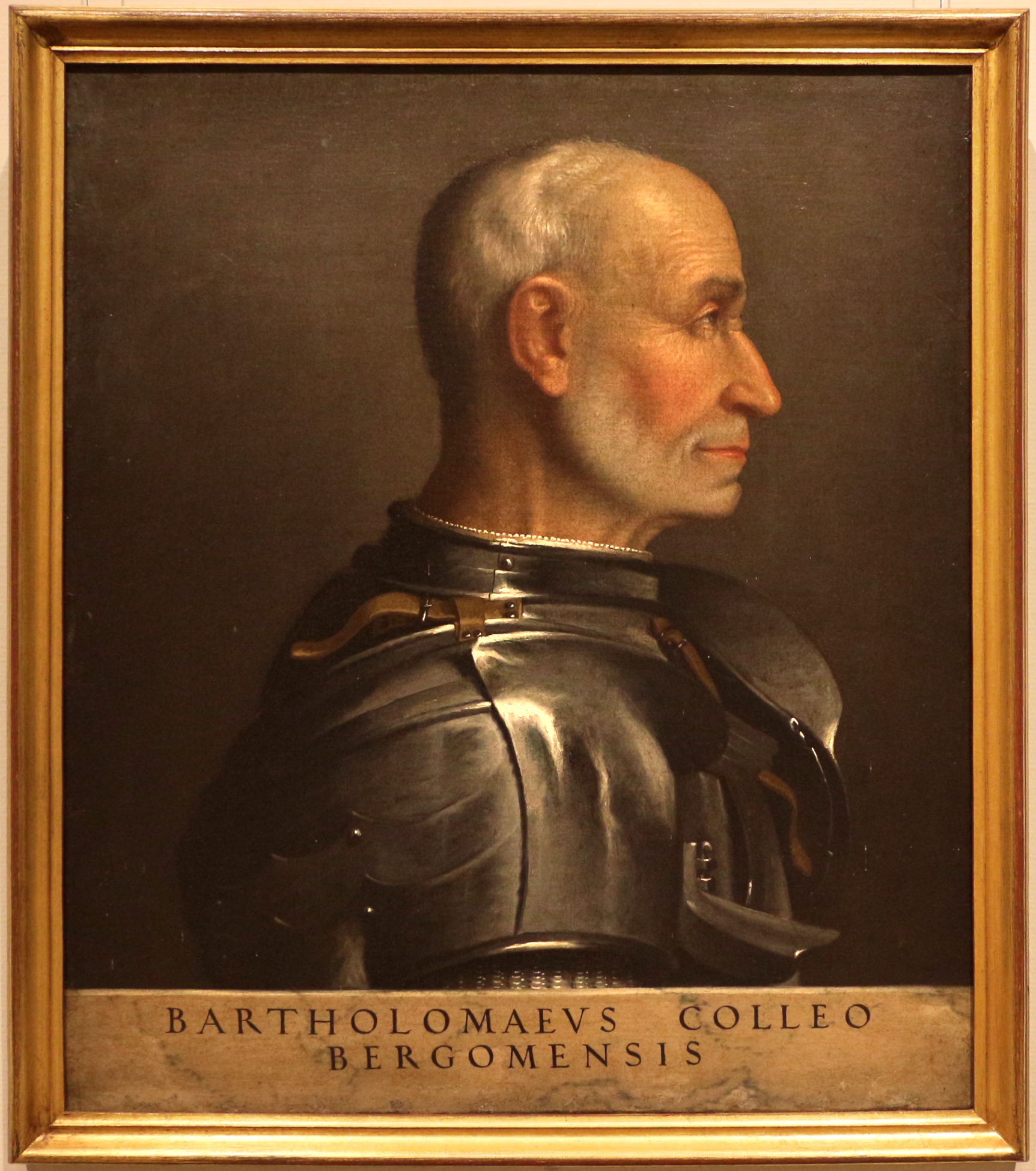
Джованні Баттіста Мороні. «Бартоломео Коллеоні», до 1569 р. Пінакотека замку Сфорца, Мілан.

## Митці, твори котрих зберігає пінакотека замку Сфорца
- Андреа Мантенья
- Джованні Белліні
- Тиціан
- Лоренцо Лотто
- Мікеліно да Безоццо
- Пізанелло
- Карадоссо
- Філарете
- Вінченцо Фоппа
- Бернардіно Бутіноне
- Андреа Соларіо
- Бернардіно Луїні
- Джампетріно
- Корреджо
- Гауденціо Феррарі
- Вітторе Гісланді
- Джироламо Джовеноне
- Франческо Наполетано
- Джироламо Сантакроче (скульптор)
- Леоне Леоні (скульптор)
- Філіппо Ліппі
- Карло Крівеллі
- Аньйоло Бронзіно
- Пеллегріно Тібальді
- Джованні Баттіста Мороні
- Якопо Тінторетто
- Хосе де Рібера
- Йоахім Втевал
- Джуліо Чезаре Прокаччіні
- Алессандро Маньяско